# Liste der Ordenskürzel (römisch-katholisch)

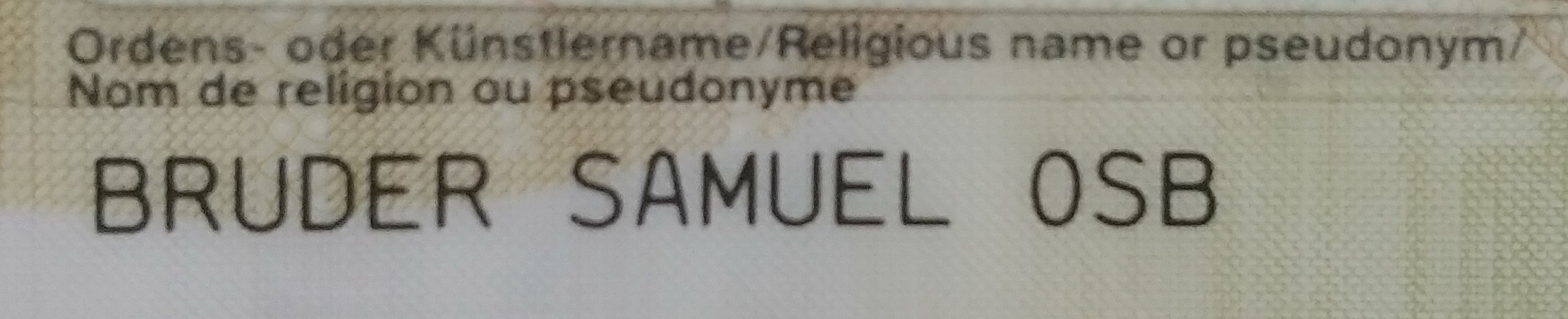
Eintrag eines Ordensnamens samt Ordenskürzel im deutschen Personalausweis

Diese Liste enthält Kürzel der Ordensgemeinschaften in der römisch-katholischen Kirche einschließlich der mit ihr durch eine Union verbundenen Kirchen. Sigel (Ordenskürzel) sind seit dem späten Mittelalter belegt. Ordenszweige für Frauen, die sich bestehenden alten Orden anschlossen, übernahmen meist deren Sigel.
Die den Abkürzungen zugrundeliegenden Ordensbezeichnungen sind in der Regel lateinisch. In Ausschreibung müssen sie als Genitive realisiert werden, die die Zugehörigkeit bezeichnen: Basilius Valentinus OSB = Basilius Valentinus ordinis Sancti Benedicti („Basilius Valentinus vom Orden des hl. Benedikt“).
Das Ordenskürzel wird dem Ordensnamen nachgestellt, entweder dem Vornamen oder der Verbindung aus Vor- und Zunamen, zum Beispiel Bruder Samuel OSB oder Pater Samuel Mustermann OSB. Es ist als schriftlicher Formzusatz ein notwendiger Bestandteil des neuen Namens/Ordensnamens. Zusammen mit diesem kann es als Ordensname in den Personalausweis eingetragen werden.

## A
- AA Pia Societas Presbyterorum ab Assumptione, Augustiniani ab Assumptione, Congregation des Augustines de l’Assumption, Augustiner von der Aufnahme Mariens, Assumptionisten
- AASC Sorores Adoratrices Ancillae SS. Sacramenti et a Caritate, Adoratrices Esclavas del Santísimo Sacramento y de la Caridad, Anbetungsschwestern, Dienerinnen vom Heiligsten Sakrament und der Nächstenliebe
- ACI Ancillae Cordis Iesu, Handmaids of the Sacred Heart of Jesus, Dienerinnen des Heiligsten Herzens Jesu
- ACR Ancillae Christi Regis, Dienerinnen Christi des Königs
- AD Ancillae Domini, Pauperes Ancillae Jesu Christi Arme Dienstmägde Jesu Christi; Dernbacher Schwestern
- ADC Ancelle della Carità, Dienerinnen der Nächstenliebe
- ADC Esclavas del Divino Corazón, Dienerinnen des Heiligsten Herzens
- ADJC Ancillae Domini, Pauperes Ancillae Jesu Christi Arme Dienstmägde Jesu Christi; Dernbacher Schwestern s. a. AD
- AI Suore Ancelle dell'Incarnazione, Dienerinnen der Menschwerdung
- AIM Ancelle dell'Immacolata, Dienerinnen der Immakulata
- AJ Apostles of Jesus, Apostel Jesu
- AM Hermanas Agustinas Misioneras, Augustiner-Missionsschwestern
- AM Ancillae Mariae, Schwestern Mägde Mariens von der Unbefleckten Empfängnis
- AMI Apostoliques de Marie Immaculée (Institut Religieux Apostolique de Marie Immaculée)
- ANDP Sœurs Augustines de Notre-Dame de Paris, Augustinerinnen von Notre Dame de Paris
- APG Religiosas Adoratrices Perpetuas Guadalupanas, Instituto de Adoratrices Perpetuas Guadalupanas
- APSS Adoratrices Perpetuae Sanctissimi Sacramenti, Adoratrici perpetue del Santissimo Sacramento
- AR Augustinian Recollect Sisters, Augustiner-Rekollektinnen
- ARV Hermanas Agustinas Recoletas del Corazón de Jesús, Augustiner-Rekollektinnen vom Herzen Jesu
- ASC Sorores Adoratrices Pretiossimi Sanguinis, Suore Adoratrici del Sangue di Cristo, Anbetungsschwestern vom Blut Christi
- ASCJ Apostole del Sacro Cuore di Gesù, Apostelinnen des Heiligsten Herzens Jesu
- ASCV (Ancelle del Sacro Cuore di Caterina Volpicelli) Dienerinnen des Heiligsten Herzens Jesu von Caterina Volpicelli
- ASE Säkularinstitut Ancillae Sanctae Ecclesiae, Dienerinnen der Heiligen Kirche
- ASP Sorores Angelicae Sancti Pauli, Angeliken, Englische Schwestern vom heiligen Paulus
- AugEr: Augustiner-Eremiten s. a. OESA

## B
- B Clerici regulares S. Pauli decollati, Barnabiten; s. a. Obarn, CRSP
- BA Ordo Basilianus Aleppensis Melkitarum, Aleppinische Basilianer
- BB Filles de la Vierge, Benebikira Sisters, Töchter der Jungfrau
- BC Ordo Basilianus Sancti Iohannis Baptistae, Basilianer vom hl. Johannes dem Täufer, Choueriten
- BDP Suore Benedettine della Divina Provvidenza, Benediktinerinnen der göttlichen Vorsehung
- Bethl Hermanas Bethlemitas Hijas del Sagrado Corazón, Bethlehemitische Schwestern, Töchter des Heiligsten Herzens
- BGS Parvi Fratres Boni Pastoris, Little Brothers of the Good Shepherd, Kleine Brüder des guten Hirten
- BS Ordo Basilianus Sanctissimi Salvatoris Melkitarum, Melkitische Basilianer vom Heiligsten Erlöser
- BSCM Congregatio Adoratricum Sanctissimi Cordis Iesu de Monte Martyrum, Anbetungsschwestern vom Heiligsten Herzen Jesu von Montmartre
- BSJW Brothers of St. Joseph the Worker, Brüder vom hl. Joseph, dem Arbeiter
- BVM Sisters of Charity of the Blessed Virgin Mary, Schwestern der Nächstenliebe der seligen Jungfrau Maria

## C
- CanA(ug) Canonici Augustinianus, Canonici Regulares Sancti Augustini, Augustiner-Chorherren (Regularkanoniker); s. a. CanR(eg), CRSA, CSA
- CACh Zgromadzenie Sióstr Najświętszej Duszy Chrystusa Pana
- CAE Suore Crocifisse Adoratrici dell'Eucaristia
- CAM Congregazione Armenia Mechitarista, Mechitaristen
- CanR(eg) Canonici Augustianus, Canonici Regulares Sancti Augustini, Augustiner-Chorherren (Regularkanoniker); s. a. CanA(ug), CRSA, CSA
- Cart Ordo Cartusiensis, Kartäuser; s. a. OCart
- CASH Clerici Apostolici S. Hieronymi, Jesuaten, Apostolische Kleriker vom heiligen Hieronymus; s. a. OESH
- CBMV Congregatio Beatae Mariae Virginis, Augustiner-Chorfrauen B.M.V.
- CBV Suore della Beata Vergine
- CC Caritas Christi
- CC Companions of the Cross
- CCF Congregatio Caritatis Fratrum, Barmherzige Brüder
- CCG Congregatio Fratrum Consolatorum de Gethsemani, Tröster von Gethsemani
- CCIM Figlie dei Sacri Cuori di Gesù e di Maria, Institut Ravasco
- CCV Hermanas Carmelitas de la Caridad de Vedruna
- CDC Congregatio Sororum Divini Cordis Jesu, Schwestern vom Göttlichen Herzen Jesu
- CDCJ Karmelitinnen vom Göttlichen Herzen Jesu
- CDD Congregatio Discipulorum Domini
- CdIC Canonesas de la Cruz
- CDP Congregatio Divinae Providentiae, Schwestern von der Göttlichen Vorsehung
- CDP Congregatio Divinae Providentiae, Soeurs de la Divine Providence de Saint Jean-de-Bassel
- CFA Congregatio Fratrum Alexianorum, Alexianerbrüder
- CFC Congregatio Fratrum Christianorum, Christian Brothers
- CFH Fratres Immaculatae Conceptionis B. V. M. Matris Dei, Broeders van de Onbevlekte Ontvangenis van de Allerheiligste Maagd en Moeder Gods Maria, Broeders van Huijbergen
- CFIC Congregatio Filiorum Immaculatae Conceptionis, Söhne der Unbefleckten Empfängnis
- CFM Figlie della Misericordia Francescane
- CFMI Congregatio Filiorum Mariae Immaculatae, Söhne Mariens der Unbefleckten Empfängnis, Pavonianer 8
- CFMSSS Suore Clarisse Francescane Missionarie del Santissimo Sacramento
- CFP Congregatio Fratrum Pauperum Sancti Francisci Seraphici, Arme Brüder des hl. Franziskus
- CFR Community of the franciscan Friars of the Renewal, Franziskaner der Erneuerung
- CFS Congregatio a Fraternitate Sacerdotali, Kongregation der priesterlichen Brüderlichkeit
- CFSF Kongregácia Dcér sv. Františka Asisského
- CFSG Figlie di San Giuseppe di Rivalba, Suore delle Ostie
- CFX Congregatio Fratrum a S. Francisco Xaverio, Broeders Xaverianen, Xaverian Brothers, Brothers of St. Francis Xavier
- CGS Congregatio Iesu Sacerdotis, Congregazione di Gesù Sacerdote, Venturiner
- CHF Sisters of the Holy Faith
- CHF Congregation of the Holy Family, Kongregation von der Heiligen Familie
- ChordFr Chordigeri S. Francisci Assisiensis, Gürtelbruderschaft des hl. Franziskus
- CI Institutum Josephitarum Gerartimontensium oder Congregatio Josephitarum, Kongregation der Josephiten
- CICM Congregatio Immaculati Cordis Mariae, Scheutvelder-Missionare (auch Scheut-Missionare)
- CIIC Irmãzinhas da Imaculada Conceição, Congregação das Irmãzinhas da Imaculada Conceição
- CIM Congregatio Jesu et Mariae (Eudisten 1), Kongregation von Jesus und Maria (auch mit CJM abgekürzt)
- CJ Congregatio Jesu, Englische Fräulein, Maria-Ward-Schwestern, s. a. IBMV
- CJ Institutum Josephitarum Gerardimontensium auch Congregatio Josephitarium, Kongregation der Josephiten
- CJM Congregatio Jesu et Mariae (Eudisten), Kongregation von Jesus und Maria (auch mit CIM abgekürzt)
- CM Carmelitas Misioneras, Carmelite Missionaries
- CM Congregatio Missionis, Lazaristen 2, Vinzentiner 9
- CMBB Congregatio Sororum Beatissimae Mariae Virginis Addoloratae, Córki Najświętszej Maryi Panny od Siedmiu Boleści, Siostry Serafitki, Zgromadzenie Córek Matki Bożej Bolesnej, Serafitki
- CMC Congregation of Mother of Carmel
- CMC Hermanas de Nuestra Señora de la Consolación, Schwestern Unserer Lieben Frau vom Trost, s. a. NSC
- CMF Cordis Mariae Filii; Congregatio Missionariorum Filiorum Cordis Mariae, Claretiner, 17 Missionsgenossenschaft der Söhne des Unbefleckten Herzens Mariae, Kongregation der Missionare Söhne des Herzens Mariens; Claretinerinnen, Apostolisches Bildungsinstitut von der unbefleckten Empfängnis
- CMI Congregatio Fratrum Carmelitarum Beatae Mariae Virginis Immaculatae, Carmelites of Mary Immaculate, Kongregation von Karmeliten von der Unbefleckten Gottesmutter Maria
- CML Kongregation der libanesisch-maronitischen Missionare, Kreimisten, Congrégation des Missionnaires Libanais Maronites
- CMM Congregatio Fratrum Beatae Mariae Virginis, Matris Misericordiae, Fraters der Congregatie van Onze Lieve Vrouw, Moeder van Barmhartigheid (Tilburger Fraters)
- CMM Congregatio Missionarum de Marianhill, Kongregation der Missionare von Marianhill; Mariannhiller Missionare
- CMPPS Congregatio Presbyterorum a Pretiotissimo Sanguine, Missionare vom Kostbaren Blut, Kongregation der Missionare vom Kostbaren Blut, s. a. CPPS und MPSS
- CMSCJ Compañía Misionera del Sagrado Corazón de Jesús
- CMSF Congregatio Missionaria Sancti Francisci, Missionsbrüder des heiligen Franziskus
- CMSSpS Congregatio Missionalis Servarum Spiritus Sancti, Missionary Sisters Servants of the Holy Spirit
- CMV Congregatio Mechitarista Vindobonensis, Mechitaristen von Wien, s. a. OMech
- CND Sœurs de la Congrégation Notre-Dame de Montréal, Congrégation de Notre-Dame de Montréal
- CO Congregatio Oratorii Sancti Philippi Nerii, Oratorium
- CONFHIC Irmãs Franciscanas Hospitaleiras da Imaculada Conceição
- CongSublOSB Sublacenser Benediktinerkongregation
- COp Congregatio pro Operariis Christiana a.S. Josepho Calasanctio, Kalasantiner
- CP Congregatio Clericorum Excalceatorum Sanctissimae Crucis et Passionis Domini Nostri Jesu Christi, Congregatio Passionis, Kongregation der unbeschuhten Kleriker des heiligen Kreuzes und des Leidens unseres Herrn Jesu Christi; Passionisten
- CP Passionistinnen
- CP Congregatio Sororum Sancti Pauli a Cruce, Suore Passioniste di San Paolo della Croce
- CP Congregatio Sororum SS. Crucis et Passionis D.N.I.C., Suore della Santa Croce e Passione di Nostro Signore Gesù Cristo
- CPCR Congregatio Cooperatorum Paroesialium Christi Regis, Pfarrei-Mitarbeiter von Christkönig
- CPM Congregatio Presbyterorum a Misericordia, Priester der Barmherzigkeit, Fathers of Mercy
- CPPS Congregatio Missionariorum Pretiosissimi Sanguinis Domini Nostri Jesu Christi, Missionare vom Kostbaren Blut, Kongregation der Missionare vom Kostbaren Blut, s. a. CMPPS und MPSS; Passionistinnen
- CPS Congregatio Preziosi Sanguinis, Missionsschwestern vom Kostbaren Blut; Marianhiller Missionsschwestern;
- CR Congregatio a Resurrectione Domini Nostri Jesu Christi, Theatiner; s. a. OTheat, CRth
- CR Congregatio a Resurrectione Domini Nostri Jesu Christi, Resurrektionisten 10; Kongregation von der Auferstehung
- CR Congregatio Sororum a Resurrectione Domini Nostri Iesu Christi, Resurrektionistinnen
- CRA Congregatio Helvetica a Sancto Mauritio Agaunensis, Abtei Saint-Maurice
- CRB Canonici Regulares Congregationis Sancti Bernardi, Hospiz auf dem Grossen St. Bernhard
- CRIC Congregatio Canonicorum Regularium Immaculatae Conceptionis, Augustiner-Chorherren von der Unbefleckten Empfängnis
- CRIM Clerici regulares minores, Mindere Regularkleriker, s. a. CRM; Marianen I; Adorno Fathers; Caraccioliner 14
- CRL Congregatio Canonicorum Regularium Ss.Salvatoris Lateranensis, Chorherren des Lateran
- CRM, CRMM: Clerici regulares minores; Ordo Clericorum Regularium Minorum, Die Minderen Regularkleriker, s. a. CRIM; Marianen I; Adorno Fathers; Caraccioliner 14
- CRMR Congregatio Canonicorum Regularium Mariæ Matris Redemptoris, Augustiner-Chorherren von Maria, der Mutter des Erlösers
- CRS Clerici Regulares Sancti Maioli Papiae (Pavia); Congregationis Somaschae, Ordo Clericorum Regularium a Somascha, Somasker 18, Regularkanoniker; Maioliten 19; weibl. Form, OMO Oblatae Matris Orphanorum
- CRSA Canonici Augustinianus, Canonici Regulares Sancti Augustini, Augustiner-Chorherren (Regularkanoniker); s. a. CanA(ug), CanR(eg), CSA
- CRSAnt Canonici Regulares Sancti Antonii, Antoniter
- CRSD Suore Domenicane della Congregazione Romana di San Domenico, Congrégation Romaine de Saint Dominique, Dominican Sisters of the Roman Congregation, Congregación Romana de Santo Domingo
- CRSP Congregatio Clericorum Regularum Sancti Pauli Descollati, Barnabiten 3; s. a. Obarn, Regularkleriker vom heiligen Paulus; weiblicher Zweig, Angeliker, Englische Schwestern vom heiligen Paulus
- CRSV Congregatio Victorina, Augustiner-Chorherren vom Heiligen Victor, La Congrégation de Saint Victor
- CRth Ordo Clericorum Regularium vulgo Theatinorum, Ordo Clerici vulgo Theatiner; Theatiner, Cajetaner 12, Chietiner 11; s. a.Otheat, s. a. OCRth; Theatinerinnen, Suore Teatine del l’Immaculata Conzessione di Maria Vergine
- CRV Canonici Regulares Voraviensis = Augustiner-Chorherren von Vorau (Steiermark)
- CRV Canonici Regulares Sancti Augustini Vindesemenses Augustiner-Chorherren von Windsheim St. Viktor
- CRVC Canonici Regulares Sancti Augustini Fratrum a Vita Communi, Brüder vom gemeinsamen Leben;
- CS Caritas Socialis, Schwesterngemeinschaft Caritas Socialis
- CS Congregatio dei Missionari per gli emigrati italiani (Congregatio Scalabriniana), Kongregation der Missionare vom Heiligen Karl Borromäus, Missionare des Scalabriniani 22
- CSA Congregatio Sancti Aloysii de Gonzage, Broeders van Oudenbosch, Broeders van Saint-Louis, Broeders van de Congregatie van de heilige Aloysius Gonzaga; s. a. CSAl
- CSA Canonici Augustinianus, Canonici Regulares Sancti Augustini, Augustiner-Chorherren (Regularkanoniker); s. a. CanA(ug), CanR(eg), CRSA
- CSA Congregation of Sisters of St. Agnes, Sisters of Saint Agnes
- CSAC Congregatio Sororum Apostolatus Catholici, Kongregation der Schwestern des katholischen Apostolates = Pallottinerinnen 26 (vergl. Pallottiner); s. a. SAC
- CSAl Congregatio Sancti Aloysii de Gonzage, Broeders van Oudenbosch, Broeders van Saint-Louis, Broeders van de Congregatie van de heilige Aloysius Gonzaga; s. a. CSA
- CSASC Suore dell'Addolorata e della Santa Croce
- CSB Congregatio Sancti Basilii, Kongregation der Basiliuspriester
- CSB Brigitten, Sisters of St. Brigid
- CSC Sisters of the Holy Cross
- CSC Sœurs de Sainte-Croix et des Sept-Douleurs
- CSC Congregatio a Sancta Cruce, Kongregation vom Heiligen Kreuz
- CSC Congregatio Sanctae Catharinae, Schwestern von der heiligen Jungfrau Katharina, Katharinenschwestern
- CSCA Congregatio Santae Catharinae, Schwestern von der heiligen Jungfrau und Märtyrerin Katharina; Katharinenschwestern
- CSCh Congregatio Scholarum Charitatis, Congregazione delle Scuole di Carità, Institut Cavanis
- CSDG Hermanas de Santo Domingo
- CSDP Sióstr Pasterek od Opatrzności Bożej, Zgromadzenie Sióstr Pasterek od Opatrzności Bożej
- CSE Schwestern von der Heiligen Elisabeth, III. Orden des Heiligen Franziskus; Elisabethinnen
- CSF Congregazione della Sacra Famiglia di Bergamo, Kongregation der Heiligen Familie von Bergamo
- CSF Congregazione delle Suore Collegine della Sacra Famiglia, Schulschwestern von der Heiligen Familie
- CSFN Sisters of the Holy Family of Nazareth, Schwestern von der Heiligen Familie von Nazareth
- CSG Sisters of St. Joseph of Chambéry, Irmãs de São José de Chambéry
- CSHE Congregatio Sancti Hieronymi Aemiliani, Brüder vom hl. Hieronymus Ämiliani
- CSI Congregatio Sancti Josephi, Josephiner vom hl. Leonardo Murialdo; s. a. CSJ
- CSilvOSB Congregatio Silvestrina Ordinis Sancti Benedicti, Silvestriner, Sylvestriner; „blaue Benediktiner“
- CSIBP Congregatio Sancti Iohannis Baptistae Praecursoris, Congregazione di San Giovanni Battista Precursore
- CSIC Congregatio Sororum Immaculatae Conceptionis Beatae Virginis Mariae, Niepokalanki, Sióstr Niepokalanego Poczęcia Najświętszej Marii Panny, Zgromadzenie Sióstr Niepokalanego Poczęcia Najświętszej Marii Panny
- CSJ Sisters of St. Joseph of Carondelet, Sisters of St. Joseph
- CSJ Congregatio Sancti Ioannis, Johannesschwestern von Maria Königin
- CSJ Congregatio Sancti Josephi, Josephiner vom hl. Leonardo Murialdo; s. a. CSI
- CSJ Sœurs de Saint Joseph de Lyon
- CSJB Congregation of the Sisters of St. John the Baptist, Schwestern vom hl. Johannes dem Täufer
- CSM Suore Compassioniste Serve di Maria, Compassionistinnen
- CSMA Congregatio Sancti Michaëlis Archangeli, Kongregation vom Heiligen Erzengel Michael; Michaeliten, Michaelsorden
- CSP Congregatio Sancti Pauli, Paulisten
- CSR Congregatio Sanctissimi Rosarii, Rosarian Fathers, Rosarianer
- CSR Congregatio Sororum a Sancto Redemptore, Schwestern des Erlösers
- CSS Congregatio Sancti Stigmati, Congregatio a Sacris Stigmatibus Domini Nostri Iesus Christi, Kongregation von den heiligen Wundmalen unseres Herrn Jesus Christus, Stigmatiner
- CSS Siostry Kanoniczki Ducha Świętego de Saxia
- CSSE Congregatio Sororum Ravarum a Sancta Elisabetha, Kongregation der Schwestern von der hl. Elisabeth
- CSSE Congregatio Sororum Sanctae Eucharistiae, Eucharistieschwestern
- CSSF Congregatio Sororum Sancti Felicis de Cantalice Tertii Ordinis Regularis Sancti Francisci Seraphici, Schwestern vom hl. Felix von Cantalice
- CSSGB Suore di San Giovanni Battista, Schwestern vom hl. Johannes dem Täufer
- CSSH Congregatio Sororum Sanctae Hedvigis ab Immaculata Virgine Genetrice Maria, Kongregation der Hedwigsschwestern von der unbefleckt empfangenen Jungfrau und Gottesmutter Maria
- CSSM Suore di Santa Marta, Schwestern der heiligen Marta
- CSSp Congregatio Sancti Spiritus sub tutela Immaculati Cordis Beatissimae Virginis Mariae, Patres (Väter) vom Heiligen Geist, Spiritaner
- CSSp Sœurs Missionnaires du Saint-Esprit, Missionsschwestern vom Heiligen Geist, Spiritanerinnen
- CSSP Congregatio S. Spiritus sub tutela Immaculati Cordis Beatissimae Virginis Mariae, Missionsgesellschaft vom heiligen Geist (Spiritualen)
- CSsR Congregatio Sanctissimi Redemptoris, Redemptoristen; Gesellschaft des Heiligsten Erlösers; gelegentlich auch CSSR geschrieben
- CSST Sœurs Trinitaires de Valence, Trinitarische Schwestern von Valence, Schwestern der Allerheiligsten Dreifaltigkeit von Valence
- CST Congregatio Sanctae Theresiae a Iesu Infante ritus Syro-Malabarensis, Little Flower Congregation, Congregation of Saint Thérèse of Lisieux
- CSTF Suore Carmelitane di Santa Teresa, Karmelitinnen der Heiligen Teresa
- CSV Clericorum Parochialium seu Chatechistarum Sancti Viatoris, Viatoristen oder Viatorianer
- CV Congregatio Vincentiana (Malabar), Vinzentiner Kongregation von Malabar
- CVUOSB Congregatio Vallis Umbrosae Ordinis Sancti Benedicti, Vallombrosaner, s. a. OSBVall

## D
- DA Religiosas Dominicanas de la Anunciata, Dominikanerinnen von der Verkündigung
- DC Congregatio Patrum doctrinae christianae, Doktrinarier
- DC Sœurs de la Doctrine Chrétienne de Nancy, Schwestern der christlichen Lehre von Nancy
- DCJ Carmelitae a Divine Corde Jesu, Karmelitinnen vom Göttlichen Herzen Jesu
- DDL Daughters of Divine Love, Töchter der göttlichen Liebe
- DEIC Hermanas Dominicas de la Enseñanza de la Immaculada Concepción, Dominikanerinnen von der Lehre von der Unbefleckten Empfängnis
- DGE Suore Discepole di Gesù Eucaristico, Eucharistische Jüngerinnen Jesu
- DM Daughters of Mary, Ordensgemeinschaft der syro-malankarisch-katholischen Kirche
- DM Daughters of Mary Mother of the Church, Töchter Mariens Mutter der Kirche
- DMB Bannabikira, Töchter Mariens
- DMMM Daughters of Mary Mother of Mercy, Töchter Mariens Mutter der Barmherzigkeit

## E
- ECMC Congregatio Erimitarum Camaldulensium Monto Coronae, Kamaldulensische Einsiedler von Monte Corona, Coroneser
- EF Figlie della Chiesa, Töchter der Kirche
- EMI Religiosas Esclavas de María Inmaculada, Dienerinnen der Unbefleckten Jungfrau Maria
- EP Evangelii Præcones (Herolde des Evangeliums); männlicher Zweig: Societas clericalis „Virgo Flos Carmeli“, Sociedade Clerical „Virgo Flos Carmeli“
- Eud Congregatio Jesu et Mariae, Kongregation von Jesus und Maria; s. a. CIM

## F
- FAM Congregatio Filiorum Amoris Misericordis, Söhne der barmherzigen Liebe
- FBF Ordo Hospitalarius Sancti Johannis de Deo, Barmherzige Brüder vom hl. Johannes von Gott; s. a. OH
- FBMVA Franziskanerinnen von der allerseligsten Jungfrau Maria von den Engeln, Waldbreitbacher Franziskanerinnen
- FBS Suore Francescane di Nostra Signora del Buon Soccorso, Franziskanerinnen von Madras
- FC Filii Caritatis, Söhne der christlichen Liebe; s .a. FCr
- FC Filiae Sanctae Crucis, Filles de la Croix, Töchter vom heiligen Kreuz; s. a. FCr
- FC Fratres a Caritate, Frères de la Charité de Gand, Broeders van Liefde
- FCC Figli della Carità (Canossiani), Canossianer; siehe auch FdCC für Canossianerinnen
- FCIM Congregatio Sororum Franciscanae Missionariae a Corde Immaculatae Beatae Mariae Virginis, Franziskaner-Missionsschwestern vom Unbefleckten Herzen Mariens, Franziskaner-Missionsschwestern von Ägypten
- FCJ Treue Gefährtinnen Jesu
- FCJ Figlie del Cuore di Gesù, Töchter vom Herzen Jesu
- FCJM Franciscanae Cordis Jesu et Mariae, Franziskanerinnen von Salzkotten
- FCL Congrégation des Sœurs Franciscaines de la Croix du Liban, Franziskanerinnen vom Kreuz des Libanon
- FCM Siostry Córki Najczystszego Serca Najświętszej Maryi Panny, Töchter des reinsten Herzens Mariens
- FCM Filiae Cordis Mariae, Gesellschaft der Töchter vom Herzen Mariä
- FCPPS Figlie della Carità del Preziosissimo Sangue, Töchter der Nächstenliebe vom Kostbaren Blut
- FCr Filiae Sanctae Crucis, Filles de la Croix, Töchter vom heiligen Kreuz; s .a. FC
- FCSCJ Filles de la Charité du Sacré-Cœur de Jésus, Töchter der Nächstenliebe vom Heiligsten Herzen Jesu
- FdC Filles de la Charité de Saint Vinzent de Paul; Puellae caritatis, Vinzentinerinnen, Filles de la Charité de Saint Vinzent de Paul, servantes des pauvres malades; Barmherzige Schwestern
- FdC Figlie del Crocifisso; Töchter des Kreuzes
- FDC Fratres Doctrinae Christianae Brüder der christlichen Lehre
- FDC Töchter der göttlichen Liebe
- FdCC figlie della carita canossiani, Institut der heiligen Magdalena von Canossa, Canossianerinnen; siehe auch FCC für Canossianer
- FdG Figlie di Gesù, Töchter Jesu
- FdG Institutum Filiarum a Sapientia, Filles de la Sagesse, Töchter der Weisheit (Glaubensgemeinschaft), Montfortanerinnen
- FDM Institutum Fratrum Beatae Mariae Virginis a Misericordia, Fratres De Misericordia, Brüder unserer lieben Jungfrau der Barmherzigkeit, Broeders van Scheppers, Barmherzige Brüder von Mecheln
- FDM Filles de Marie de Saint-Denis, Töchter Mariens von Saint-Denis
- FDNSC Filiae Dominae Nostrae a Sacro Corde, Töchter Unserer Lieben Frau des heiligen Herzens
- FdO Figlie dell'Oratorio, Töchter des Oratoriums
- FDP Filii Divinae Providentiae, Söhne der göttlichen Vorsehung
- FDZ Figlie del Divino Zelo, Töchter des göttlichen Eifers
- FFI Congregatio Fratrum Franciscanorum Immaculatae, Franziskaner der Immakulata
- FFJ Franciscan Familiars of St. Joseph (regulierter Dritter orden in Afrika)
- FFSC Institutum Fratrum Franciscanium an Sancta Cruce loci Waldbreitbach, Franziskanerbrüder vom Heiligen Kreuz
- FGC Figlie di San Giuseppe del Caburlotto, Töchter von hl. Joseph von Caburlotto
- FI Congregación de las Hijas de Jesús, Jesuitiner
- FI Congregatio Fratrum Franciscanorum Immaculatae, Franziskaner der Immakulata
- FI Suore Francescane dell'Immacolata, Franziskanerinnen der Immakulata
- FICCongregatio Fratrum Immaculatae Conceptionis B.M.V., Broeders van de Onbevlekte Ontvangenis van Maria, Brüder von der Unbefleckten Empfängnis Mariens
- FICP Institutum Fratrum Instructionis Christianae de Ploërmel, Schulbrüder von Ploërmel
- FJ Filles de Jésus, Töchter Jesu
- FJ Institutum Fratrum Filiorum Sancti Ioseph, vulgo Bayozefiti, Josephiten von Ruanda, Bayozefiten
- FJC Fraternité Jésus Caritas, Fraternität Jesus Caritas
- FLUHM Brüder Samariter der Flamme der Liebe des Unbefleckten Herzens Mariens, Schwestern Samariterinnen der Flamme der Liebe des Unbefleckten Herzens Mariens, Brüder Samariter, Schwestern Samariterinnen
- FMA Filiae Mariae Auxiliatricis, Töchter Mariae Hilfe der Christen, Don-Bosco-Schwestern, Mariahilfschwestern, Salesianerinnen
- FMC Figlie della Misericordia e della Croce, Töchter der Barmherzigkeit und des Kreuzes
- FMD Filipenses Hijas de María Ss.ma de los Dolores, Philippische Töchter Mariens der Schmerzen
- FMDA Figlie della Madonna del Divino Amore, Töchter Unserer Lieben Frau von Göttlichen Liebe
- FMDD Filii Matris Dei Dolorosae, Synówie Matki Boskiej Bolesnej, Brüder Mariens der Schmerzen, Doloristen
- FMDM  Franciscan Missionaries of the Divine Motherhood
- FMGB Congregatio Sororum Franciscalium a Puero Iesu, Franziskaner-Missionsschwestern vom Kinde Jesu
- FMH Congregatio Filiarum Mariae Sanctissimae ab Horto, Hijas de María Santísima del Huerto, Töchter der allerheiligste Mariens vom Garten
- FMI Congregatio Filiorum Beatae Mariae Virginis Immaculate, Söhne der Unbefleckten Jungfrau Maria
- FMI Congregatio Filiorum B. M. V. Immaculatae, Fils de Marie Immaculée o Pères de Chavagnes, Chavagnes Väter
- FMI Figlie di Maria Immacolata di Reggio Calabria, Töchter der Unbefleckten Jungfrau Maria von Reggio Calabria, Immakulater
- FMI Filles de Marie Immaculée, Töchter der Unbefleckten Jungfrau Maria von Agen, Marianistinnen
- FMI Suore Dimesse Figlie di Maria Immacolata, Einfache Schwestern der Unbefleckten Jungfrau Maria
- FMI Hermanas Franciscanas de María Inmaculada, Franziskanerinnen der Unbefleckten Jungfrau Maria, Kapuzinerinnen von Túquerres
- FMJ Fraternités Monastiques de Jérusalem, Monastische Gemeinschaften von Jerusalem
- FMM Franciscaines missionnaires de Marie, Franziskaner-Missionsschwestern Mariens
- FMM Fratres Misericordiae de Montabaur, Barmherzige Brüder von Montabaur
- FMMA Fratres Misericordiae Mariae Auxiliatricis, Barmherzige Brüder von Maria Hilf (Trier)
- FMMDP Religiosas Franciscanas Misioneras de la Madre del Divino Pastor, Franziskaner-Missionsschwestern der Mutter des göttlichen Hirten
- FMME Hijas de María Madre de la Iglesia, Töchter Mariens Mutter der Kirche
- FMMH Franziskaner-Missionsschwestern von Maria Hilf
- FMS Institutum Fratrum Maristarum a Scholis, Die Kleinen Brüder Mariens; Maristen-Schulbrüder; s. a. PMF
- FMSA Franciscan Missionary Sisters for Africa, Franziskanische Missionsschwestern für Afrika
- FMSC Suore Francescane Missionarie del Sacro Cuore, Franziskaner-Missionsschwestern vom Heiligsten Herzen
- FN Congregatio Sacrae Familiae a Nazareth, Kongregation der Heiligen Familie von Nazareth
- FNDL Fratres Nostrae Dominae Lurdensis, Brüder Unserer Lieben Frau von Lourdes
- FNSMC Figlie di Nostra Signora al Monte Calvario, Töchter Unseren Lieben Frau auf dem Kalvarienberg
- FPM Fratres Piae Congregationis a Presentatione, Presentation Brothers
- FPSGC Figlie Povere di San Giuseppe Calasanzio, Arme Töchter des hl. Giuseppe Calasanzio, Calasanzianinnen
- FRA Filiae Reginae Apostolorum, Töchter der Königin der Apostel
- FSA Figlie di Sant'Anna, Töchter der hl. Anna
- FSC Congregatio Filiarum Sancti Camilli, Figlie di San Camillo, Kamillianerinnen
- FSC Institutum Fratrum Scholarum Christianarum, Brüder der christlichen Schulen, Schulbrüder des heiligen Johann Baptist de la Salle
- FSCB Priesterbruderschaft der Missionare des heiligen Karl Borromäus (Karlsbruderschaft)
- FSCG Figlie del Sacro Cuore di Gesù della Verzeri, Töchter vom Heiligsten Herzen Jesu
- FSCJ Söhne vom Heiligsten Herzen Jesu, Comboni-Missionare; s. a. MCCI, MCCJ
- FSE Filles du Saint-Esprit, Weiße Schwestern von Bretagne, Töchter des Heiligen Geistes
- FSE Kongregation der Franziskanerinnen von der Eucharistie, Franciscan Sisters of the Eucharist
- FSF Institutum Fratrum a Sancta Familia de Bellisio, Brüder der Heiligen Familie von Belley
- FSFS Töchter des hl. Franz von Sales von Lugo
- FSG Figlie di San Giuseppe di Genoni, Töchter vom hl. Joseph von Genoni, Josephitinnen
- FSGC Congregatio Fratrum in Sancto Josepho Benedicto Cottolengo, Brüder vom hl. Joseph Benedikt Cottolengo, auch als Cottolenginer bekannt
- FSJ Franziskanerinnen vom heiligen Josef
- FSMG Thuiner Franziskanerinnen, Kongregation der Franziskanerinnen vom hl. Märtyrer Georg zu Thuine
- FSMI Congregatio Filiorum Sanctae Mariae Immaculatae, Töchter der hl. unbefleckten Maria
- FSML Figlie di Santa Maria di Leuca, Töchter der hl. Maria von Leuca
- FSMP Figlie di Santa Maria della Divina Provvidenza, Töchter der hl. Maria der göttlichen Vorsehung
- FSMP Filles de Sainte-Marie de la Présentation de Broons, Töchter Mariens der Darstellung des Broons
- FSO Familia spiritualis opus, Geistliche Familie „Das Werk“
- FSP Filii Sanctae Pauli, Missionsschwestern vom heiligen Paulus (Paulus-Schwestern)
- FSP Congregatio Fratrum a Sancto Patricio, Patrician Brothers
- FSSP Fraternitas Sacerdotalis Sancti Petri Priesterbruderschaft St. Petrus
- FSSPX Fraternitas Sacerdotalis Sancti Pii X (decimi) Priesterbruderschaft St. Pius X.
- FSSR Filii Sanctissimi Redemptoris, Söhne des Allerheiligsten Erlösers, Transalpine Redemptoristen

## H
- HAD Congregatio Parvarum Sororum Senium Derelictorum, Hermanitas de los Ancianos Desamparados, Kongregation der Kleinen Schwestern der kranken und verlassenen alten Menschen
- HCCS Hermanas de la Caridad del Cardenal Sancha, Schwestern der Nächstenliebe Kardinal Sanchas
- HCMC Hermanas Carmelitas de Madre Candelaria, Karmelitinnen der Mutter Candelaria
- HCSA Hermanas de la Caridad de Santa Ana, Schwestern der Nächstenliebe der hl. Anna
- HFIC Hermanas Franciscanas de la Inmaculada Concepción, Franziskanerinnen von der Unbefleckten Empfängnis
- HGM Societas Praeconum Bonae Notitiae, Herolde der frohen Botschaft
- HHCJ Handmaids of the holy child Jesus, Mägde des heiligen Kindes Jesu
- HHSSCC Hijas de los Sagrados Corazones de Jesús y María, Töchter der heiligsten Herzen Jesu und Mariens
- HHTT Hermanas Trinitarias, Trinitarierinnen
- HM Sisters of the Holy Humility of Mary, Schwestern von der Heiligen Demut Mariens
- HMIG Hijas de María Inmaculada de Guadalupe, Töchter der unbefleckten Maria von Guadalupe
- HMSS Mercedarias del Santísimo Sacramento, Mercedarierinnen vom Heiligsten Sakrament
- HO Hospitalorden der Barmherzigen Brüder
- HSC Hermanas Hospitalarias del Sagrado Corazón de Jesús, Hospitalerinnen des Heiligsten Herzens Jesu
- HSCJ Hijas del Sagrado Corazón de Jesús, Töchter des Heiligsten Herzens Jesu
- HSF Halleiner Schulschwestern
- HTC (auch TC) Hermanas Terciarias Capuchinas de la Sagrada Familia, Kapuziner-Terziarinnen von der Heiligen Familie
- HTMF Hermanas Misioneras Terciarias Franciscanas, Franziskaner-Tertiarmissionsschwestern

## I
- IBMV Institutum Beatae Mariae Virginis, Englische Fräulein, s. a. CJ; Institut der Seligen Jungfrau Maria, Maria-Ward-Schwestern
- IBP Institutum a Bono Pastore; Institut du Bon Pasteur
- IC Institutum Caritas; Suore della Providencia Institut der Liebe, Rosminianer und Rosminianer-Schwestern der Göttlichen Vorsehung  20
- ICHDP Instituto Calasancio de Hijas de la Divina Pastora
- ICM Irmãs do Coração Imaculado de Maria; Missie-Congregatie van het Onbevlekt Hart van Marie
- ICN Institutum Novum Iter, Institut Chemin Neuf
- ICP Institutum Servorum Christi Sacerdotis, Servants of Christ the Priest
- ICPB Institut du Clergé Patriarcal de Bzommar, Patriarchale Kongregation von Bzommar
- ICRSS Institutum Christi Regis Summi Sacerdotis, Institut Christus König und Hohepriester
- IEME Institutum Hispanicum Sancti Francisci Xaverii pro Missionibus Exteris, Instituto Español de San Francisco Javier para Misiones Extranjeras
- IFNSV Irmãs Franciscanas de Nossa Senhora das Victórias
- IGS Istituto Gesù Sacerdote, Säkularinstitut der Priestervereinigung
- IHM Sisters, Servants of the Immaculate Heart of Mary
- IJMJ Irmãs da Pia União Jesus, Maria e José
- IJS Schwestern vom Kinde Jesu (Frauen von Saint-Maur), früheres Kürzel CHJS
- IM Suore di Santa Marcellina
- IMC Institutum Missionum a Consolata, Consolata-Missionare oder Turiner Missionare
- IMEY Institutum Yarumalense pro Missionibus ad Exteras Gentes, Misioneros Javerianos de Yarumal; s. a. MXY
- IMS Societas Missionariorum Indiae Orientalis, Indian Missionary Society
- IMSA Istituto Maria Santissima Annunziata, Säkularinstitut Mariä Verkündigung
- ISA Immaculataschwestern vom Seraphischen Apostolat
- ISC Suore del Sacro Cuore di Gesù
- ISCH Institut der Schönstatt-Patres
- ISCSM Instituto Secular Cruzadas de Santa María, Säkularinstitut Cruzadas de Santa María
- ISDC Suore di Santa Dorotea di Cemmo
- ISF Schwestern von der Heiligen Familie von Savigliano
- ISM Sorelle della Misericordia
- ISMA Institute of Sisters of Mercy of Australia
- ISMC Suore Missionarie della Consolata
- ISPN Institutum Sancti Philippi Nerii, Institut St. Philipp Neri. Gesellschaft apostolischen Lebens päpstlichen Rechts
- ISPX Institutum seculare Pius X, Säkularinstitut St. Pius X.
- ISSC Secular Institute Servitium Christi, Instituto Secular Servitium Christi, Säkularinstitut Servitium Christi
- Ist del Prado Istituto del Prado
- ISZ Istituto Ferrari
- IT Institución Teresiana
- IVE Instituto del Verbo Encarnado, Institut des fleischgewordenen Wortes, s. a. VE

## J
- JO Ordo Melitensis, Supremus Militaris Ordo Hospitalarius Sancti Ioannis Hierosolymitani Rhodiensis et Melitensis, Souveräner Malteserorden, Johanniterorden, s. a. OMel

## K
- ktw Katharina-Werk

## L
- LBS Figlie del Buon Salvatore, Töchter des guten Retters
- LC Congregatio Legionariorum Christi, Legionäre Christi
- LCM Sisters of the Little Company of Mary, Little Company of Mary

## M
- MA Sœurs de Marie-Auxiliatrice, Schwestern Mariens, Hilfe der Christen
- MAfr Missionarii Africae Weiße Väter, s. a. PA WV
- MASF Missions- und Anbetungsschwestern von der Heiligen Familie
- MAR Hermanas Agustinas Recoletas Misioneras, Augustiner-Rekollektenmissionsschwestern
- MC Congregatio Sororum Missionarium Caritatis, Missionaries of Charity , Missionarinnen der Nächstenliebe
- MC Missionarinnen Christi
- MC Congregatio Sororum a Caritate B.M.V. de Mercede, Hermanas de la Caridad de Ntra. Sra. de las Mercedes, Mercedarierinnen der Nächstenliebe
- MC Misioneras Clarisas del Santísimo Sacramento, Missionsklarissen vom Heiligsten Sakrament
- MC Missionarie di Sant'Antonio Maria Claret, Missionarinnen des heiligen Antonius Maria Claret
- MCBS Congregazione Missionaria del Santissimo Sacramento, Missionary Congregation of the Blessed Sacrament, Missionskongregation vom Heiligsten Sakrament
- MCCJ Missionarii Comboniani Cordis Jesu; Pie Madri della Nigrizia, Comboni-Missionare 21; Fromme Mütter der Negerländer
- MCDP Soeurs de la Divine Providence de Saint Jean-de-Bassel, Schwestern von der Göttlichen Vorsehung von Saint Jean-de-Bassel
- MCI Misioneras Cruzadas de la Iglesia, Missionarinnen der Kreuzzüge der Kirche
- MCP Misioneras Catequistas de los Pobres, Missionarische Katechetinnen der Armen
- MD Ordo Patrum Excalceatorum Beatae Mariae Virgines de Mercede, Unbeschuhte Mercedarier
- MdI Missionarie dell'Immacolata, Missionarinnen der Immaculata
- MDP Missionnaires de La Plaine, Missionare von La Plaine
- MDR Congregatio Missionariorum a Divina Redemptione, Missionari della Divina Redenzione, Missionare der göttlichen Erlösung
- MdS Unione Santa Caterina da Siena delle missionarie della Scuola, Union der heiligen Katharina von Siena der Missionarinnen der Schule, Missionsschulschwestern
- MEN Misioneras Eucarísticas de Nazaret, Eucharistische Missionarinnen von Nazareth
- MEP Société des Missions Etrangères de Paris, Gesellschaft des Pariser Missionsseminars
- MG Institutum a Sancta Maria de Guadalupe pro Exteris Missionibus, Misioneros de Guadalupe, Missionare von Guadalupe
- MHM Missionsgesellschaft vom hl. Joseph von Mill Hill
- MI Ordo Clericorum Regularium Ministrantium Infirmis („Krankendienst“), Kamillianer, s. a. OSCam
- MIC Congregatio Clericorum Regularium Marianorum subtitulo Immaculatae Conceptione BMV; Marianer II; Regularkleriker von der Unbefleckten Empfängnis der Allerseeligsten Jungfrau Maria
- MIC Congregatio Missionariorum Immaculatae Conceptionis B.M.V., Missionare der Unbefleckten Empfängnis, Väter von Garaison oder Lourdes
- MId Instituto Id de Cristo Redentor, Missionare Identes
- MJ Societas Missionariorum a S. Joseph, Josephiten des hl. Joseph von Mexiko, s. a. SSJ
- MJVV Misioneras de Jesús Verbo y Víctima, Missionarinnen vom lehrenden und sühnenden Heiland
- MM Gesellschaft von Maryknoll (USA) für auswärtige Missionen (Maryknoll-Missionsorden)
- MM Maryknoll Sisters of St. Dominic, Maryknoll-Schwestern
- MMB Mercedarias Misioneras de Bérriz, Missionsmercedarierinnen von Bérriz
- MML Hermanas Misioneras de María Inmaculada y Santa Catalina de Sena, Missionsschwestern der Unbefleckten Jungfrau Maria und der hl. Katharina von Siena, Misioneras de la Madre Laura, Missionarinnen der Mutter Laura
- MMS Medical Mission Sisters, Missionsärztliche Schwestern
- MNM Congregatio Missionariorum Nativitatis Mariae, Misioneros de la Natividad de María, Missionare der Geburt von Maria
- MO Institutum Missionariorum Opificum, Aumôniers du Travail, Aalmoezeniers van de Arbeid, Seelsorger der Arbeit
- MP Suore Madri Pie di Nostra Signora Sede della Sapienza, Fromme Mütter, Franzoninerinnen
- MP Congregatio Sororum Minimarum a Passione Domini Nostri Jesu Christi, Suore Minime della Passione di Nostro Signore Gesù Cristo, Minimitinnen der Passion
- MPdACongregatio Magistrarum Piarum a Beata Maria Virgine Perdolente, Maestre Pie dell'Addolorata, Fromme Lehrerinnen von der Schmerzhaften Jungfrau
- MPF Maestre Pie Filippini, Maestre Pie Venerini, Fromme Lehrerinnen Venerinis
- MPSS Congregatio Presbyterorum a Pretiotissimo Sanguine, Missionare vom Kostbaren Blut, Kongregation der Missionare vom Kostbaren Blut, s. a. CPPS und CMPPS
- MPV Institutum Magistrarum Piarum Venerini, Maestre Pie Venerini, Fromme Lehrerinnen Filippinis
- MR Institutum a Maria Reparatrice, Sœurs de Marie-Réparatrice, Gesellschaft der stärkenden Maria, s. a. SMR
- MS Missionare Unserer lieben Frau von La Salette (Congregatio Missionarii Dominæ Nostræ a Salette) und Schwestern Unserer Lieben Frau von La Salette
- MSA Minime Suore del Sacro Cuore, Minimitinnen vom Heiligsten Herzen
- MSC Institutum Missionalium Virginum a Sacro Corde Jesu, Missionsschwestern vom Heiligsten Herzen Jesu
- MSC Missionariae Sacratissimi Cordis Jesu, Missionsschwestern vom Heiligsten Herzen Jesu von Hiltrup
- MSC Missionarii Sacratissimi Cordis Jesu, Herz-Jesu-Missionare
- MSC Missionarii Sacri Cuori et Sanctae Mariae de Guadalupe, Misioneros del Sagrado Corazón y de Santa María de Guadalupe, Missionare vom Heiligsten Herzen und Unserer Lieben Frau von Guadalupe
- MSC Marianites of Holy Cross, Marianiten des Heiligen Kreuzes
- MSC Suore Missionarie del Sacro Costato e di Maria Santissima Addolorata, Missionsschwestern vom Heiligsten Brust und der Schmerzensmutter
- MSCB Missionarinnen vom heiligen Karl Borromäus
- MSCS Congregatio delle Suorore Missionarie di S. Carlo Borromeo per gli emigrati (Scalabriniane), Kongregation der Missionsschwestern vom Heiligen Karl Borromäus; Scalabrini Missionsschwestern; s. a. CS
- MSF Congregatio Sororum Missionariarum Sanctae Familiae, Misjonarki Świętej Rodziny, Missionsschwestern von der Heiligen Familie, s. a. MSR
- MSF Missionarii a. sacra Familia, Missionare von der Heiligen Familie
- MSFS Missionari Sancti Francisci Salesii, Missionare des hl. Franz von Sales, im englischen Sprachgebrauch auch Fransalians
- MSHMC Missionary Sisters of Mary Help of Christians, Missionarinnen Mariens, Hilfe der Christen, Missionarische Katechetinnen von Shillong, Ferrandininnen
- MSJ Missionarii Sancti Ioannis, Missionare vom Hl. Johannes dem Täufer
- MSMI Missionary Sisters of Mary Immaculata, Missionsschwestern von der unbefleckten Empfängnis Mariens
- MSP Congregatio Missionariorum Verbi Dei Servorum, Misioneros Servidores de la Palabra, Missionarische Diener des Wortes
- MSP Mission Society of the Philippines, Missionsgesellschaft der Philippinen
- MSP Missionary Society of St. Paul, Missionsgesellschaft des heiligen Paulus in Nigeria
- MSpS Missionarii a Spiritu Sancto, Misioneros del Espíritu Santo, Missionare vom Heiligen Geist
- MSPTM Opus Christi Salvatoris Mundi, Misioneros Siervos de los Pobres del Tercer Mundo, Missionare Diener der Armen der Dritten Welt
- MSR Congregatio Sororum Missionariarum Sanctae Familiae, Missionsschwestern von der Heiligen Familie, s. a. MSF
- MSS Missionarie Secolari Scalabriniane, Säkularinstitut der Scalabrini-Missionarinnen
- MSSCC Cogregatio Missionariorum Sacratissimis Cordium Jesu et Mariae, Missionare von den heiligsten Herzen Jesu und Mariens, Rom
- MSSCC Congregatio Missionariorum Sacrorum Cordium Iesu et Mariae, Missionare von den heiligsten Herzen Jesu und Mariens von Mallorca, Missionare von Mallorca
- MSsR Missionsschwestern vom Heiligen Erlöser; Redemptoristinnen
- MSSP Missionalis Societas Sancti Pauli, Missionary Society of St. Paul, Missionsgesellschaft des heiligen Paulus
- MSSST, ST Congregatio Missionariorum Servorum Sanctissimae Trinitatis, Missionarische Diener der Heiligsten Dreifaltigkeit
- MST, MSTA Missionary Society of St. Thomas the Apostle, Missionsgesellschaft vom hl. Thomas dem Apostel
- MSU Monaci Studiti Ucraini, Studitenorden
- MXY Institutum Yarumalense pro Missionibus ad Exteras Gentes, Instituto de Misiones Extranjeras de Yarumal, Misioneros Javerianos de Yarumal, s. a. IMEY

## N
- NDA Sœurs missionnaires de Notre-Dame des Apôtres, Schwestern Unserer Lieben Frau von den Aposteln, s. a. NSA
- NDC Sœurs de Notre-Dame du Calvaire de Gramat, Schwestern Unserer Lieben Frau vom Kalvarienberg von Gramat
- NDF Congrégation Notre-Dame de la Fidélité, Schwestern Unserer Lieben Frau von der Treue
- NDPS Sœurs de Notre-Dame du Perpétuel Secours, Schwestern Unserer Lieben Frau von der immerwährenden Hilfe
- NDS Congregatio Nostrae Dominae de Sion, Schwestern Unserer Lieben Frau von Sion
- NSA Sœurs missionnaires de Notre-Dame des Apôtres, Schwestern Unserer Lieben Frau von den Aposteln, s. a. NDA
- NSC Hermanas de Nuestra Señora de la Consolación, Schwestern Unserer Lieben Frau vom Trost, s. a. CMC
- NSRMC Suore di Nostra Signora del Rifugio in Monte Calvario, Schwestern Unserer Lieben Frau von der Zuflucht auf dem Kalvarienberg, Brignolininnen

## O
- OA Oblates missionnaires de l'Assomption, Missionsoblateninnen von der Himmelfahrt
- OAD Ordo Augustiniensum Discalceatorum, Augustiner-Discalceaten
- OAM Ordo Antonianorum Maronitarum, Maronitische Antonianer
- OAOC Ordo Antonianus Sanctae Hormisdae Chaldaeorum, Antonianer des hl. Hormisdas der Chaldäer
- OAR Ordo Augustinianorum Recollectorum, Augustiner-Rekollekten
- OannM Ordo Annuntiatione Beatae Mariae Virginis, Annuntiatinnen, Orden von der Verkündigung Marias; französische Annunziaten
- Oant Antoniusorden, Antoniter
- Obarn Ordo Barnabitarum Barnabite, s. a. CRSP
- OBG Suore Oblate del Santo Bambino Gesù, Oblateninnen des hl. Jesuskind
- OSBas Ordo Basilianus, Ordo S. Basilii (Magni), Basilianer-Orden
- ObasIt, Obas Basilianer von Grottaferrata; Italienische Basilianer; Melkiten
- ObasSJos Basilianer des hl. Josaphats. a. OBas OSBM s. a. OBas ObasSJos
- OblOSB Oblati Ordinis S. Benedikti, Benediktineroblaten
- OC Ordo Fratrum Beatae Mariae Virginis de Monte Carmelo, Beschuhte Karmeliten (Liebfrauen-Brüder), s. a. OCarm, OCD
- OCarm Ordo Fratrum Beatae Mariae Virginis de Monte Carmelo, Karmeliten, s. a. OC, OCD
- OCarm Moniales Ordinis Carmelitarum, Karmelitinnen
- Ocart Ordo Cartusiensis, Kartäuser, Ocarth
- OCC Ordo Carmelitarum Calceatorum, Beschuhte Karmeliten
- OCD Ordo Fratrum Carmelitarum Discalceatorum; Sororum Discalceatorum Beatae Mariae Virginis de Monte Carmelo, Unbeschuhte Karmeliten und Unbeschuhte Karmelitinnen, s. a. OC, OCarm
- OCDS Ordo Carmelitarum Discalceatorum saecularis, Teresianische Karmel-Gemeinschaft
- OCist Sacer Ordo Cisterciensis Zisterzienser, s. a. SOCist
- OCJ Oblates du Cœur de Jésus, Oblatinnen des Heiligsten Herzens Jesu
- OConc Ordo de Conceptione Immaculata B.M.V., Orden von der unbefleckten Empfängnis; Konzeptionistinnen
- OCR Ordo Cisterciensium Reformatorum, Trappisten, eigentlich Zisterzienser der strengen Observanz, s. a. OCSO
- OCr Canonici Regulares Sanctissimae Crucis a Stella Rubea, Kreuzherren mit dem Roten Stern
- OCRth Ordo Clericorum Regularium vulgo Theatinorum, Ordo Clerici vulgo Theatiner Theatiner, Cajetaner, Chietiner; s. a. CRth, Otheat
- OCSO Ordo Cisterciensium Reformatorum sive Strictioris Observantiae, Zisterzienser der strengen Observanz; Trappisten, s. a. OCR
- OCSO Ordo Monialium Cisterciensium Strictioris Observantiae, Trappistinnen, Zisterzienserinnen der strengeren Observanz
- OdeM Ordo Beatae Mariae de Mercede redemptionis captivorum, Orden Unserer Lieben Frau von der Barmherzigkeit (de mercede); Mercedarier; Nolasker 23
- OdeMerc Mercedarier; s. a. OdeM, Omerc, Ord B.M.V. Mercede
- ODN Ordo Societatis Mariae Dominae Nostrae, Ordo Dominae Nostrae, Orden der Gesellschaft Unserer Lieben Frau
- OEDSA Ordo Fratrum Eremitarum Discalceatorum S. Augustini, Augustiner-Barfüsser; Unbeschuhte Augustiner; s. a. OFEDSA
- OESA Ordo Fratrum Erimitarum Sancti Augustine, Augustiner-Eremiten
- OESH Clerici Apostolici Hieronymie Jesuaten, Apostolische Kleriker vom heiligen Hieronymus
- OESSH Ordo Equestris Sancti Sepulcri Hierosolymitani, Ritterorden vom Heiligen Grab
- OFEDSA, Ordo Fratrum Erimitarum Discalceatorum S. Augustini, Augustiner-Barfüßer, Unbeschuhte Augustiners. a. OSAD, OEDSA
- OFM Ordo Fratrum Minorum, Franziskaner. a. OFMAlc, OMRegObs, OFMObs, TOF, TOR, OFMCap, TORCap
- OFMAlc Ordo Fratrum Minorum discalceatorum Alcantarinorum Strictioris (Strictissimae) Observantiae Discalceatorum, Fratres Capuccini de Observantia, Alcantariner, s. a. OFM, OMRegObs, OFMObs, TOF, TOR
- OFMCap Ordo Fratrum Minorum Capuccinorum, Kapuziner, s. a. OFM u. a.
- OFMConv Ordo Fratrum Minorum Conventualium, Franziskaner-Minoriten, Schwarze Franziskaner, Konventualen
- OFMDisc Ordo Fratrum Minorum Discalceatorum, Diskalzeaten (= Alcantariner)
- OFMI Suore Orsoline Figlie di Maria Immacolata, Ursulinen von Verona, Ursulinen der unbefleckten Maria
- OFMObs Ordo Fratrum Minorum (Regularis) Observantiae (de Obeservantia), Franziskaner-Observanten, s. a. OFM, OFMAlc, OMRegObs, TOF
- OFMRec Ordo Fratrum Minorum Recollectorum, Franziskaner-Rekollekten
- OFMRef Ordo Fratrum Minorum Reformatorum (Strictioris Observantiae), Franziskaner-Reformaten
- OFS Ordo Franciscanus Saecularis, Orden des Heiligen Franziskus in der Welt, Dritter Ordens des heiligen Franziskus (Laienorden), früher TOF
- OH Ordo Hospitalarius Sancti Ioannis de Deo, Barmherzige Brüder vom hl. Johannes von Gott, s. a. FBF
- OIC Ordo de Conceptione Immaculata Beatae Mariae Virginis, Konzeptionistinnen, Orden von der Unbefleckten Empfängnis Mariens, s. a. OConc
- OIC Congregatio de Imitatione Christi, Order of the Imitation of Christ, Orden von der Nachfolge Christi, Orden von Bethanien
- OJSS Opus Jesu Summi Sacerdotis, Werk Jesu des Hohepriesters
- OLC Schwestern Unserer Lieben Frau von China, Sisters of Our Lady of China
- OLM Schwestern der Muttergottes von der Barmherzigkeit, Congregatio Sororum Beatae Mariae Misericordiae
- OLM Ordo Libanensis Maronitarum, Libanesischer Maronitischer Orden (auch Baladiten)
- OM Ordo (Fratrum) Minimorum, Minimen, Minimiten, Minderste Brüder; Minimitinnen; Paulaner, Pauliner, s. a. OMinim
- OMD Ordo Clericorum Regularium Matris Dei, Regularkleriker von der Mutter Gottes, Leonardiner
- OMD Ordo PP. Excalceatorum Beatae Mariae Virginis de Mercede, Mercedarier-Barfüßer
- OMech Ordo Mechitaristarum Venetiarum, Mechitaristen von Venedig, 16 s. a. CMV
- OMel Ordo Melitensis, Supremus Militaris Ordo Hospitalarius Sancti Ioannis Hierosolymitani Rhodiensis et Melitensis, Johanniterorden, Souveräner Malteserorden s. a. JO
- OMerc Mercedarier s. a. Ord B.M.V. Mercede
- OMI Congregatio Missionariorum Oblatorum Sanctissimae et Immaculatae Virginis Mariae, Missionare Oblaten der Heiligsten und Unbefleckten Jungfrau Maria
- OMI Congregatio Missionarum Oblatorum Beatae Mariae Virginis Immaculatae, Oblaten der makellosen Jungfrau (Hünfelder Oblaten)
- OMI Suore Orsoline di Maria Immacolata, Ursulinen von Piacenza, Ursulinen der Unbefleckten Jungfrau Maria
- OMJM Obra Misionera de Jesús y María, Missionswerk von Jesus und Maria
- OMM Ordo Maronita Beatae Mariae Virginis, Aleppianer, Maroniten-Orden der seligen Jungfrau Maria
- Ominim Ordo (Fratrum) Minimorum, Minimen, Minimiten, Minderste Brüder, Paulaner, Minimintinnen, Pauliner, s. a. OM, Omin
- OMO Ordo de Annuntiatione Beatae Maria Virginis, Ordo Virginis Mariae Annuntiatione, Annunc(z)iaten, Cölestinerinnen, Orden von Schwestern des heiligen Johannes von Valois, Orden von der Verkündigung Mariens; Ritterorden der Annunciaten (Ordine supremo dell´Annunziata)
- OMRegObs Ordo Fratrum Minorum (Regularis) Observantiae (de Observantia) Franziskaner-Observanten, s. a.OFMObs, OFM, OFMAlc
- OMSC Suore Orsoline Missionarie del Sacro Cuore di Gesù, Ursulinen von Parma, Missionsursulinen vom Heiligsten Herzen Jesu
- OMV Congregatio Oblatorum Beatae Mariae Virginis, Oblaten der Jungfrau Maria, Oblaten-Missionare
- OMVI Suore Orsoline di Maria Vergine Immacolata, Ursulinen von Gandino, Ursulinen der Unbefleckten Jungfrau Maria
- OP Ordo Fratrum Praedicatorum, Dominikaner, Orden der Predigerbrüder
- OP Moniales Ordinis Predicatorum, Dominikanerinnen
- OP Institutum Sorores Dominicanae Caritatis a Praesentatione Beatae Mariae Virginis, Sœurs de Charité Dominicaines de la Présentation de la Sainte Vierge de Tours, Dominikanerinnen der Nächstenliebe der Darstellung der Jungfrau, Dominikanerinnen der Darstellung
- OP Dominican Sisters of the Congregation of the Most Holy Rosary, Dominikanerinnen von Adrian, Dominikanerinnen von der Kongregation des heiligen Rosenkranzes
- OP Dominicaines de Béthaine, Dominikanerinnen von Bethanien
- OP Suore Domenicane di Santa Maria dell'Arco, Dominikanerinnen von Santa Maria dell'Arco
- OP Hermanas Misioneras de Santo Domingo, Missionsdominikanerinnen des hl. Dominikus, Missionsdominikanerinnen
- OPL Mitglieder der dominikanischen Laiengemeinschaft
- OPraem Ordo Praemonstratensis Candidus et Canonicus, Ordo Praemonstratensis Prämonstratenser, Norbertiner
- OPraemTert Prämonstratenser-Tertiaren
- OpSDN Congregatio Sororum Operariarum a Sancto Domo Nazaretana, Arbeiterinnen des Heiligen Hauses von Nazareth
- OR Institutum Oratorii Sancti Philippi Nerii, Oratorium 29 des Heiligen Philipp Neri; s. a. OrJMI
- Or Institutum Oratorii Sancti Philippi Nerii, Oratorianer, Kongregation des Instituts des Oratoriums vom heiligen Philippus Neri; s. a. OrJMI
- ORC Ordo Canonicorum Regularium Sanctae Crucis, Regularkanoniker vom Heiligen Kreuz, Kreuzorden
- ORC Operarios del Reino de Cristo, Arbeiter des Königreichs Christi
- OrJMI Congregatio Oratorii Jesu et Mariae Immaculatae, Französische Oratorianer; s. a. Or
- ORSA Augustiner-Rekollekten
- OSA Ordo Sancti Augustini, Augustiner
- OSA Moniales Ordinis Sancti Augustini, Augustinerinnen
- OSA Augustinian Sisters of Our Lady of the Consolation, Augustinerinnen Unserer Lieben Frau vom Trost, Philippinische Augustinerinnen
- OSAD Ordo Fratrum Erimitarum Discalceatorum S. Augustini, Augustiner-Barfüßer; s. a. OFEDSA, OEDSA
- OSB Congregatio Adoratricum Sanctissimi Cordis Iesu de Monte Martyrum, Bénédictines du Sacré-Cœur de Montmartre, Adorers of the Sacred Heart of Jesus of Montmartre, Anbetungsschwestern des Heiligsten Herzens Jesu von Montmartre; s. a. BSCM
- OSB Ordo Sancti Benedicti Benediktiner-Orden, „schwarze Benediktiner“
- OSB Suore Benedettine di Carità, Benediktinerinnen der Nächstenliebe
- OSB Congregatio Sororum Benedictinarum Missionarum de Tutzing, Missions-Benediktinerinnen von Tutzing
- OSBap Confoederatio Benedictinarum ab adoratione perpetua Sanctissimi Sacramenti, Benediktinerinnen vom Heiligsten Sakrament (in Deutschland meist nur mit OSB abgekürzt)
- OSBCam Ordo Sancti Benedicti Eremitarum Camaldulensium Kamaldulenser, (Barfüßer), „weiße Benediktiner“
- OSBCas Cassinensische Kongregation des Benediktinerordens
- OSBClun Cluniazenser
- OSBCoel Ordo Sancti Benedicti Coelestinensis, Cölestiner
- OSBI Ordo Basilianus Italiae, seu Cryptoferratensis, Italienische Basilianer von Grottaferrata
- OSBirg Ordo Sanctissimi Salvatoris, Birgitten-Orden, Orden vom Allerheiligsten Erlöser, Erlöserorden, s. a. OSsS, OSSalv
- OSBM Ordo Basilianus, Ordo S. Basilii Magni, Basilianer des hl. Josaphat, s. a. OBas ObasSJos
- OSBM Basilianerinnen vom heiligen Basilius dem Großen
- OSBOliv Ordo Sancti Benedicti Montis Oliveti, Olivetaner
- OSBVall Congregatio Vallis Umbrosae Ordinis Sancti Benedicti, Vallombrosaner, s. a. CVUOSB
- OSC Suore Orsoline di San Carlo, Ursulinen des hl. Karl
- OSC Suore Oblate del Sacro Cuore di Gesù, Oblatinnen des Heiligsten Herzens Jesu
- OSC Ordo Sanctae Crucis, Kreuzbrüder; s. a. OSCr
- OSCam Ordo Sancti Camilli, Kamillianer; a. OSC, heute meist MI (für „Krankendienst“, Ministrantium Infirmis)
- OSCl, OSC Ordo Sanctae Clarae, Ordo Sancti Francisci Pauperes Clarissa, Klarissen, Seraphischer Orden
- OSClCap, OSCCap Moniales Clarisae Cappucinae oder Ordo Santae Clarae Capuccinarum, Klarissen-Kapuzinerinnen, Klarissen-Kapuzinerinnen von der Ewigen Anbetung
- OSClCol Ordo Sanctae Clarae reformationis ab Coleta (Coletanae), Coletanerinnen, Colettinnen 25; Arme Klarissen
- OSClDisc Orda Sancta Clariae Alcantanorum (Discalceatorum) Alcantarinnen, Barfüßer vom Orden der heiligen Klara
- OSClUrb Ordo Sanctae Clarae regulae Urbani IV, Urbanistinnen
- OSCM Suore Orsoline del Sacro Cuore di Maria, Ursulinen von Breganze, Ursulinen vom Heiligsten Herzen Mariens
- OSCr Ordo Sanctae Crucis Kreuzbrüder, volkstümliche (mittelalterliche) Bezeichnung der Kreuzherren; s. a. OSC
- OSD Ordo S. Dominici (Sorores Tertii Regularis) Dominikanerinnen
- OSE Ordo Sanctae Elisabethae, Sorores Hospitalariae Sanctae Elisabethae Tertii Ordinis Sancti Francisci, Elisabethinen, Elisabethinerinnen, Krankenschwestern der heiligen Elisabeth vom III. Orden des heiligen Franziskus; s. a. SSE
- OSF Franziskanerinnen von der ewigen Anbetung zu Olpe
- OSF Ordo Sancti Francisci; Franziskaner von Heythuizen, Franziskanerinnen von der Buße und der christlichen Nächstenliebe
- OSF Congregatio Fratrum Tertiariorium Franciscalium, Franciscan Brothers of the Third Order Regular of Brooklyn, Franziskaner-Brüder des Regulierten Dritten Ordens von Brooklyn
- OSF Franziskaner-Missionsschwestern von Maria Hilf; s. a. FMMH
- OSF Sisters of St. Francis of the Holy Family of Jesus, Mary and Joseph, Suore Francescane della Sacra Famiglia di Gesù, Maria e Giuseppe, Franziskanerinnen von der Heiligen Familie Jesus, Maria und Joseph, Franziskanerinnen von Dubuque
- OSF Ordo Sancti Francisci; Regulierter Dritter Orden des Hl. Franziskus, Franziskanerinnen
- OSF Sorores Scholarum Tertii Ordinis Sancti Francisci, School Sisters of St. Francis, Franziskanerinnen von Erlenbad
- OSFS Oblati S. Francisci Salesii, Oblaten des hl. Franz von Sales
- OSFS Oblatinnen des hl. Franz von Sales
- OSH Ordo Sancti Hieronymi, Hieronymiten, Eremiten des Hl. Hieronymus
- OSI Congregatio Oblatorum S. Ioseph, Astae Pompejae, Oblati di San Giuseppe, Oblaten des Heiligen Joseph
- OSJdD Ordo Hospitalarius Sancti Joannis de Deo, Barmherzige Brüder des heiligen Johannes von Gott
- OSJH Ordo Sancti Johannis Hierosolymitani, Professen des Souveränen Malteserordens
- OSL Suore Oblate di San Luigi Gonzaga, Oblaten des hl. Aloisius Gonzaga, Aloisiusinerinnen
- OSM Ordo Servorum Beatae Mariae Virginis, Serviten, Orden der Diener Mariens, Ave Maria Brüder, Marienknechte
- OSMM Ordo Sanctae Mariae Magdalenae de poenitentia, Büßende Schwestern, Büßerinnen von der heiligen Maria Magdalena, Reuerinnen, Magdalenerinnen, Frauen des Ordens von der Buße der heiligen Magdalena
- OSP Oblate Sisters of Providence, Oblatinnen der Vorsehung
- OSPPE Ordo Fratrum Sancti Pauli Primi Eremitae, Pauliner; Orden des Heiligen Paulus des ersten Einsiedlers
- OSR Hermanas Oblatas del Santísimo Redentor, Oblatinnen des Heiligsten Erlösers
- OSR Ordo Clericorum Regularium Ministrantium Infirmis, Kamillianer, Camillianer, Väter vom guten Tod, s. a. MI, Regularkanoniker
- OSS Opus Spiritus Sancti, Werk des Heiligen Geistes
- OSS Suore Oblate dello Spirito Santo, Oblatinnen des Heiligen Geistes, Institut der hl. Zita
- OSSA Ordine della Santissima Annunziata, Blaue Annuntiatinnen, Orden der Verkündigung des Herrn
- OSSalv Ordo Santissimi Salvatoris Birgitten-Orden, Orden vom Allerheiligsten Erlöser, Erlöserorden, s. a. OSsS, OSBirg
- OSSCA Congregatio Oblatorum Sanctorum Ambrosii et Caroli, Oblaten der heiligen Ambrosius und Karl, Ambrosianer
- OSSGCN Congregatio Oblatorum Sanctorum Gaudentii et Caroli Novariae, Oblaten des Heiligen Karl und des Heiligen Gaudentius von Novara, Priester des Heiligen Gaudentius von Novara, Missionare Mariens
- OssR Ordo Sanctissimi Redemptoris, Redemptoristinnen, Ordensfrauen vom Heiligsten Erlöser; s. a. CSSR
- OSsS Ordo Santissimi Salvatoris, Birgitten-Orden, Orden vom Allerheiligsten Erlöser, Erlöserorden, s. a. OSSalv, OSBirg
- OSST Ordo Sanctissimae Trinitatis redemptionis captivorum, Trinitarier
- OST, Otrin, Mathuriner, Eselsbrüder, Weißspanier
- OSU Ordo Sanctae Ursulae, Ursulinen, Gesellschaft der heiligen Ursula
- OSU Union Canadienne des Moniales de l'Ordre de Sainte Ursule, Ursulinen von Québec, Ursulinen der kanadischen Union
- OSU Zusters Ursulinen van Tildonk, Ursulinen von Tildonk
- OSU Unio Romana Ordinis Sanctae Ursulae, Ursulinen der Römischen Union
- OSV Ordo Sancti Vincentii, Barmherzige Schwestern vom heiligen Vinzenz von Paul
- OT Schwestern vom Deutschen Haus Sankt Mariens in Jerusalem, Deutschordensschwestern
- OT Ordo Teutonicus Sanctae Mariae in Jerusalem, Ordo Fratrum Domus Hospitalis Sanctae Mariae, Deutscher Orden, Orden von Deutschen Haus Sankt Mariens in Jerusalem, s. a. OTeut;
- OTeut Ordo Teutonicus Sanctae Mariae in Jerusalem, Ordo Fratrum Domus Hospitalis Sanctae Mariae, Deutscher Orden s. a. OT
- Otheat Ordo Clericorum Regularium vulgo Theatinorum, Ordo Clerici vulgo Theatiner, Theatiner, Cajetaner, Chietiner, s. a. CRTh
- OCRth Regularkanoniker
- OVA Ordo de Annuntiatione Beatae Mariae Virginis, Ordo Virginis Mariae Annuntiatae Annuntiaten, Orden von der Verkündigung Mariä
- OVM Ordo Visitationis Beatissimae Mariae Virginis, Salesianerinnen, Visitandinnen, Orden von der Heimsuchung Mariens; s. a. VSM

## P
- P di Schönstatt Schönstatt-Patres s. a. ISch
- PA Patri Albi, Weiße Väter, Afrikamissionare, s. a. WV, MAfr
- PASC Piccole Ancelle del Sacro Cuore, Arme Dienerinnen von Heiligsten Herzen Jesu
- PBVM Union of Presentation Sisters of the Blessed Virgin Mary
- PDDM Piae Discipulae Divini Magistri, Fromme Jüngerinnen des göttlichen Meisters
- PFI Institutum parvulorum fratrum Jesu, Kleine Brüder Jesu, s. a. PFJ
- PFJ Institutum parvulorum fratrum Jesu, Kleine Brüder Jesu, s. a. PFI
- PFM Institutum parvulorum fratrum Mariae, Die Kleinen Brüder Mariens, s. a. FMS
- PFSG Piccole Figlie di San Giuseppe, Arme Töchter des hl. Joseph
- PFSG Povere Figlie di San Gaetano, Arme Schwestern des hl. Kajetan
- PFSS Povere Figlie delle Sacre Stimmate di San Francesco d'Assisi, Arme Töchter der heiligen Stigmata des heiligen Franziskus von Assisi, Stigmatinerinnen
- PIJ Congregatio Pauperis Infantis Jesu, Kongregation der Schwestern vom armen Kinde Jesus
- PIME Pontificium Institutum pro Missionibus Exteris, Päpstliches Institut für die auswärtigen Missionen
- PM Sœurs de la Présentation de Marie de Bourg-Saint-Andéol, Schwestern der Darstellung Mariens im Tempel von Bourg-Saint-Andéol
- PME Societas pro missionibus exteris Provinciae Quebecensis, Société des Missions-Étrangères, Gesellschaft für Auswärtige Missionen der Provinz Quebec
- PMF Institutum parvulorum fratrum Mariae, Die kleinen Brüder Mariens; alte Bezeichnung der Maristen-Schulbrüder; s. a. FMS
- PO Suore Pie Operaie dell'Immacolata Concezione, Fromme Arbeiterinnen von der Unbefleckten Empfängnis
- POCR Pii Operai Catechisti Rurali, Congregatio Piorum Operariorum Ruralium, Fromme Arbeiter Landkatecheten, Eifrigen Missionare
- PPFF Piccole Figlie dei Sacri Cuori di Gesù e Maria, Kleine Töchter von Heiligsten Herzen Jesu und Mariens, Chieppinerinnen
- PS Ordo Clericorum Regularium Pauperum Matris Dei Scholarum Piarum, Orden der armen Regularkleriker der Mutter Gottes der frommen Schulen (Piaristen)
- PSA Petites Sœurs de l'Assomption, Kleine Schwestern von der Himmelfahrt Mariens, auch Kleine Schwestern der Assumptio
- PSA Sœurs de la Providence de Saint-André de Peltre, Schwestern der göttlichen Vorsehung von Saint-André de Peltre
- PSDP Congregatio Pauperum Servorum Divinae Providentiae, Poveri Servi della Divina Provvidenza, Opera Don Calabria, Arme Diener der Göttlichen Vorsehung, Werk Don Calabrias
- PSDP Povere Serve della Divina Provvidenza, Arme Dienerinnen der göttlichen Vorsehung
- PSDP Petites sœurs des pauvres, Kongregation der Kleinen Schwestern der Armen
- PSDP Arme Diener und Arme Dienerinnen der Göttlichen Vorsehung, Institut Michel
- PSJ Societas Presbyterorum Sancti Iacobi, Société des Prêtres de Saint-Jacques, Gesellschaft der Priester von Saint-Jacques
- PSM früher Pia Societas Missionum; Societas Apostolatus Catholika, Pallottiner 26, Gesellschaft des katholischen Apostolats (der Missionen), s. a. SAC, CSAC
- PSM Congregatio Presbyterorum a Sancta Maria de Tinchebray, Priester der hl. Maria von Tinchebray
- PSMC Piccole Suore Missionarie della Carità, Kleine Missionarinnen der Nächstenliebe, Orionerinnen
- PSS Societas Presbyterorum a. S. Sulpitia, Sulpizianer
- PSSC Piccole Serve del Sacro Cuore di Gesù per gli Ammalati Poveri, Kleine Dienerinnen des hl. Herzens Jesu für die armen Kranken
- PSSF Petites Sœurs de la Sainte-Famille de Sherbrooke, Kleine Schwestern von der Heiligen Familie Sherbrooke
- PSSF Piccole Suore della Sacra Famiglia (Verona) Kleine Schwestern von der Heiligen Familie in Verona
- PSSG Pia Società di San Gaetano, Societas Sancti Caietani, Fromme Gesellschaft des hl. Kajetan

## R
- RA Sorores ab Assumptione in Coelum Beatae Mariae Virginis, Religieuses de l'Assomption, Assumptionisteninnen
- RA Hermanas Adoratrices del Santísimo Sacramento del Inmaculado Corazón de María, Anbetungsschwestern des Allerheiligsten Sakramentes vom Unbefleckten Herzen Mariens
- RA Hermanas de los Santos Ángeles Custodios, Schwestern des Heiligsten Herzens Jesu und der Heiligen Engel
- RAC Hermanas de los Santos Ángeles Custodios, Schwestern von den Schutzengeln
- RAD Hermanas del Amor de Dios, Schwestern der Liebe Gottes
- RBP Congregatio Filiarum BMV a Caritate Boni Pastoris, Religious of the Good Shepherd, Schwestern vom Guten Hirten, s. a. RGS
- RC Sorores Dominae Nostrae a Recessu Caenaculi, Notre-Dame du Cénacle, Schwestern Unsere Lieben Frau vom Rückzug in den Abendmahlssaal
- RCI Congregatio Rogationis a Corde Jesu, Rogationisten, s. a. RCJ
- RCJ Congregatio Rogationis a Corde Jesu, Rogationisten, s. a. RCI
- RCM Religiosas Concepcionistas Misioneras de la Enseñanza, Missionskonzeptionistinnen von der Lehre
- RGS Congregatio Filiarum BMV a Caritate Boni Pastoris, Religious of the Good Shepherd, Schwestern vom Guten Hirten, s. a. RBP
- RE Religieuses de l'Eucharistie, Schwestern der Eucharistie
- REJ Suore del Bambin Gesù, Schwestern von Chauffailles, Schwestern vom Kinde Jesus
- RHSJ Religieuses Hospitalières de Saint-Joseph, Hospitalerinnen des hl. Joseph
- RJM Religieuses de Jésus-Marie, Schwestern Jesu und Mariens
- RM Institutum Sororum a Santa Maria Anna de Iesus, Instituto Santa Mariana de Jesús, Marianitinnen, Institut Santa Mariana de Jesús
- RM Congregatio Sororum Franciscalium Familiae Mariae, Zgromadzenie Sióstr Franciszkanek Rodziny Maryi, Franziskanerinnen der Familie Mariens
- RMI Religiosas de María Inmaculada, Missionsclaretinerinnen, Schwestern von der Unbefleckten Jungfrau
- RMI Religiosas de María Inmaculada – Servicio Doméstico, Schwestern von der Unbefleckten Jungfrau Maria, Schwestern von der Unbefleckten Jungfrau Maria
- RMM Religiosas de Nuestra Señora de la Merced, Missionsmercedarierinnen des hl. Gervasius
- RN Religieuses de Nazareth, Schwestern von Nazaret
- RNDM Religieuses de Notre Dame des Missions, Missionsschwestern Unserer Lieben Frau, s. a. RNDMs
- RNDMs Religieuses de Notre Dame des Missions, Missionsschwestern Unserer Lieben Frau, s. a. RNDM
- RPM Religiosae Puritatis Mariae, Religiosas de la Pureza de María Santísima, Schwestern der Reinheit der hl. Maria, s. a. RP
- RP Religiosae Puritatis Mariae, Religiosas de la Pureza de María Santísima, Schwestern der Reinheit der hl. Maria, s. a. RPM
- RRTT Suore Teatine dell'Immacolata Concezione di Maria Vergine, Theatinerinnen der Unbefleckten Empfängnis der Jungfrau Maria Teatine, Theatinerinnen
- RSA Religieuses de Saint André
- RSC Suore Riparatrici del Sacro Cuore, Stärkende Schwestern vom Heiligen Herzen Jesu
- RSCJ Religiosa Sanctissimi Cordis Jesu, Sacré Cœur-Schwestern, Ordensfrauen vom Heiligen Herzen Jesu; s. a. SC; Gesellschaft vom Heiligen Herzen Jesu (Sacré Cœur)
- RSCM Congrégation des Religieuses du Sacré-Cœur de Marie, Schwestern vom Heiligen Herzen der Unbefleckten Jungfrau Maria, s. a. RSHM
- RSJ Rosary Sisters, Schwestern des heiligen Rosenkranzes von Jerusalem der Lateiner, Rosenkranzschwestern
- RSJ Sisters of St Joseph of the Sacred Heart of Jesus, Brown Josephites, Schwestern des hl. Joseph vom Heiligen Herzen Jesu, Braune Josephitinnen
- RSJG Hermanas de San José de Gerona, Schwestern des hl. Joseph von Gerona
- RSM Religious Order of the Sisters of Mercy, religiöser Orden der Schwestern der Barmherzigkeit, Barmherzige Schwestern von Alma
- RSM Sisters of Mercy of the Americas, Schwestern der Barmherzigkeit von Amerika
- RSHM Congrégation des Religieuses du Sacré-Cœur de Marie, Schwestern vom Heiligen Herzen der Unbefleckten Jungfrau Maria, s. a. RSCM
- RSR Soeurs de Notre-Dame du Saint-Rosaire, Schwestern Unserer Lieben Frau vom Rosenkranz
- RSS Religieuses du Saint-Sacrament de Valence, Schwestern vom Heiligen Sakrament von Valence
- RSV Congregatio Religiosorum Sancti Vincentii a Paulo, Religieux de Saint Vincent de Paul, Frères de Saint Vincent de Paul, Brüder des hl. Vinzenz von Paul

## S
- SA oder sa Societé des Auxiliatrices des âmes du Purgatoire
- SA Societas Adunationis
- SAC Societas Apostolatus Catholici, Pallottiner 26, Gesellschaft apostolischen Lebens s. a. CSAC; PSM
- SAC Kongregation der Missionsschwestern vom Katholischen Apostolat, in Deutschland Pallottinerinnen genannt, international auch Missionspallottinerinnen, da es einen zweiten Zweig Pallottinerinnen, die CSAC gibt  26 (vergl. Pallottiner); s. a. CSAC; PSM
- SAIC Kongregation der armenischen Schwestern von der unbefleckten Empfängnis Mariens
- SAS Ancillae Sanctissimae Sanguinis, Dienerinnen vom Heiligen Blut (Geistliche Familie vom Heiligen Blut, Aufhausen)
- SC Religiosa Sanctissimi Cordis Jesu, Sacré Cœur-Schwestern; Ordensfrauen vom Heiligen Herzen Jesu; s. a. RSCJ
- SC Fratres a Sacratissimo Corde Jesu; Brüder vom Heiligsten Herzen Jesu auch „Schulbrüder vom Heiligsten Herzen“
- SCC Filiae Beatae Mariae Virginis de Immaculata Conceptione, Sorores de Caritate Christiana, Töchter der Allerseligsten Jungfrau Maria von der Unbefleckten Empfängnis, Schwestern der Christlichen Liebe
- SCG Schwestern von der Liebe Jesu (Suore della Carità di Gesù; bis 2009: Caritas Sisters of Miyazaki, CSM)
- SCI Instituto Secular das Catequistas do Sagrado Coração de Jesus, Säkularinstitut der Katechisten vom heiligsten Herzen Jesu, СВІТСЬКИЙ ІНСТИТУТ КАТЕХИТОК СЕРЦЯ ІСУСОВОГО
- S.C.I. di Béth. (auch SCJBeth oder SCJ) Genossenschaft der Priester des Heiligsten Herzens Jesu, auch als Priester von Bétharram bekannt (lat.: Societas Presbyterorum Sanctissimi Cordis Iesu de Bétharram)
- SCIM Servi Cordis Immaculati Mariae, SCIM Brothers
- SCJ oder SCI Congregatio Sacerdotum a Corde Jesu/Iesu, Herz-Jesu-Priester; Dehonianer 27
- SCJ Congregatio Sacratissimi Cordis Jesu, Congrégation du Sacré-Cœur, auch: Herz-Jesu-Priester
- SCJM Sorores Caritatis Jesu et Mariae, Barmherzige Schwestern von Jesus und Maria
- SCMM Society of the Catholic Medical Missionaries, ehemalige Bezeichnung der Medical Mission Sisters (MMS)
- SCSC Congregatio Sororum Caritatis Sanctae Crucis, Kongregation der Barmherzigen Schwestern vom heiligen Kreuz, Kreuzschwestern
- SD Sisters of the Destitute
- SDB Societas Sancti Francisci Salesii; Salesiani Don Bosco, Salesianer Don Boscos
- SdC Congregatio Servorum a Charitate, Servi della Carità, Diener der Nächstenliebe, Werk Don Guanella, Guanellianer
- SDC Sororum Caritatis a Sancta Ioanna Antida Thouret, Sœurs de la charité de sainte Jeanne-Antide Thouret, Schwestern der Nächstenliebe von heiligen Johanna Antida Thouret
- SdJ Dienerinnen Jesu der Liebe
- SDJS Sœurs de Jésus Serviteur
- SDN Missionare Unserer Lieben Frau vom allerheiligsten Sakrament (Congregação dos Missionários de Nossa Senhora do Santíssimo Sacramento)
- SdeM Servae Mariae Infirmis Ministrantes, Siervas de María Ministras de los Enfermos
- SdIC Sœurs de la Charité de Namur, Barmherzige Schwestern von Namur
- SdP Congregatio Missionariorum Servorum Pauperum, Missionari servi dei poveri, Opera del Boccone del Povero, Bocconisten, Cusmanianer
- SdP Sorores Pauperum a Sancta Catharina Senensis, Sorelle dei poveri di Santa Caterina da Siena, Schwestern der Armen der heiligen Katharina von Siena
- SdP Sororum a Providentia Sancti Caietani a Thiene, Schwestern der Vorsehung vom heiligen Kajetan von Thiene
- SdPIP Suore delle Poverelle dell'Istituto Palazzolo, Schwestern der Armen
- SDR Congregatio Sororum a Divino Redemptore, Schwestern vom Göttlichen Erlöser
- SDS Societas Divini Salvatoris, Gesellschaft des Göttlichen Heilands und FDS Schwestern vom Göttlichen Heiland, Salvatorianerinnen; Salvatorianische Familie
- SDV Congregatio Sororum a Divina Voluntate, Schwestern vom Göttlichen Willen
- SF Soeurs de la Sainte Famille de Villefranche, Schwestern von der Heiligen Familie von Villefranche
- SF Filii Sacrae Familiae Iesu, Mariae et Josephi, Söhne von der Heiligen Familie
- SFA Suore Francescane Angeline, Angelische Franziskanerinnen
- SFAlc Suore Francescane Alcantarine, Alcantaranische Franziskanerinnen, Alcantaranerinnen
- SFB Sœurs de la Sainte-Famille de Bordeaux, Schwestern der Heiligen Familie von Bordeaux
- SFC Suore del Famulato Cristiano, Schwestern des christlichen Gehilfen
- SFCC Sorores Franciscanae a Caritate Christiana, Franziskanerinnen von der christlichen Liebe, Hartmannschwestern
- SFCM Société des Filles du Cœur de Marie, Gesellschaft der Töchter vom Unbefleckten Herz Mariä
- SFCR Suore Francescane di Cristo Re, Franziskanerinnen vom Christkönig
- SFSF Arme Schulschwestern vom Heiligen Franziskus
- SFEB Suore Francescane Elisabettine, Franziskanerinnen Elisabethinen
- SFM Societas Scarborensis pro Missionibus ad Exteras Gentes, Scarboro Foreign Mission Society
- SFU Hermanas de la Sagrada Familia de Urgell, Schwestern der Heiligen Familie von Urgell
- SFX Società Missionaria di Nostra Signora del Pilar („Missionarinnen Unserer Lieben Frau auf dem Pfeiler“), Missionarinnen des hl. Franz Xaver
- SG Institutum Fratrum instructionis christianae a Sancto Gabriele, Brüder der christlichen Erziehung vom hl. Gabriel, Gabrielisten
- SGBM Suore di San Giovanni Battista e di Santa Caterina da Siena, Schwestern des hl. Johannes des Täufers und der hl. Katharina von Siena
- SGM Sœurs de la Charité de Montréal, Sœurs Grises, Schwestern der Barmherzigkeit von Montreal, Graue Schwestern
- SGS Sisters of the Good Samaritan
- SHCJ Society of the Holy Child Jesus, Kongregation der Schwestern des Heiligen Kindes
- SHJ Congregatio Fratrum a Sacratissimo Corde Jesu, Brothers of the Sacred Heart, Brüder des Heiligsten Herzens
- SHM Society of the Helpers of Mary, Gesellschaft der Helferinnen Mariens
- SI Societas Jesu, Gesellschaft Jesu, Jesuiten, Regularkleriker
- SJ Societas Jesu, Gesellschaft Jesu, Jesuiten, Regularkleriker
- SIM Servi Jesu et Mariae, Diener Jesu und Mariens, s. a.  SJM
- SJA Sœurs de Saint Joseph de l'Apparition, Schwestern des hl. Joseph von der Erscheinung
- SJA Sœurs de Sainte-Jeanne d'Arc, Schwestern der hl. Jeanne d’Arc
- SJBP Sorores a Iesu Bono Pastore, Suore di Gesù Buon Pastore, Schwestern Jesu des guten Hirten
- SJC Sœurs de Saint-Joseph de Cluny, Josefschwestern von Cluny
- SJM Servi Jesu et Mariae, Diener Jesu und Mariens, s. a.  SIM
- SJMJ Zusters van de Heilige Maagd Maria, Gezelschap van Jesus, Maria, Joseph, Sociëteit van Jezus, Maria en Jozef, Zusters van JMJ, Gesellschaft Jesu, Mariens und Josephs
- SKD Society of Kristudasis Mägde Christi
- SL Sisters of Loretto at the Foot of the Cross, Lorettinerinnen
- SLG Sisters of the Love of God
- SŁNSJ Zgromadzenie Służebnic Najświętszego Serca Jezusowego, Congregatio Servularum Sacratissimi Cordis Iesu
- SM Societas Mariae pro Educatione Surdorum et Mutorum, Gesellschaft Mariens für die Bildung der Gehörlosen
- SM Societas Mariae, Gesellschaft Mariens, Maristenpatres
- SM Societas Mariae, Gesellschaft Mariä, Marianisten
- SM Suore della Congregazione di Maria, Maristinnen
- SMA Societas Missionarum ad Afros, Gesellschaft der Afrikamissionen
- SMB Societas Missionum Exterarum de Bethlehem in Helvetia, Missionsgesellschaft Bethlehem
- SMBN Societas Lusitana pro Missionibus, Sociedade Missionária Portuguesa o Missionários da Boa Nova, Missionários dà Boa Nova, Missionsgesellschaft von Boa Nova, s. a.  SMP
- SMC Suore Missionarie Pie Madri della Nigrizia, Comboni-Missionarinnen
- SMCB Sœurs de la Charité de Saint-Charles de Nancy, Barmherzige Schwestern vom hl. Karl Borromäus, Borromäerinnen
- SMG Poor Servants of the Mother of God, Arme Dienerinnen der Mutter Gottes
- SMG Congregatio Sororum Servarum Mariae de Galeatia, Dienerinnen Mariens von Galeazza
- SMI Societas Mariae Immaculatae, Marienschwestern von der Unbefleckten Empfängnis
- SMI Sororum Infirmis Ministrantium, Suore Ministre degli Infermi di San Camillo, Dienenden Schwestern der Kranken, Kamillianerinnen
- SMIC Missionsschwestern von der Unbefleckten Empfängnis der Mutter Gottes  15; Wilkingheger Missionsschwestern
- SMIRP Suore Missionarie dell'Immacolata Regina della Pace, Missionsschwestern von der Unbefleckten Königin des Friedens
- SMM Prêtres de la Compagnie de Marie, Societas Mariae Montfortana, Montfortaner, Grignioniten 4
- SMMI Sœurs Salésiennes Missionnaires de Marie Immaculée, Missions-Salesianerinnen von der unbefleckten Empfängnis Mariens
- SMMM Sons of Mary Mother of Mercy, Söhne Mariens Mutter der Barmherzigkeit
- SMMP Schwestern der heiligen Maria Magdalena Postel (Heiligenstaedter Schulschwestern); Genossenschaft der Schwestern der christlichen Schulen der Barmherzigkeit
- SMNDA Sœur missionnaire de notre Dame d’Afrique, Missionsschwestern Unserer Lieben Frau von Afrika, Weiße Schwestern
- SMP Societas Lusitana pro Missionibus, Sociedade Missionária Portuguesa o Missionários da Boa Nova, Missionários dà Boa Nova, Missionsgesellschaft von Boa Nova, s. a.  SMBN
- SMR Suore Serve di Maria Riparatrici, Dienerinnen Mariens der Miterlöserin
- SMSA Suore Maestre di Santa Dorotea, Schulschwestern der hl. Dorothea
- SMSM Suore Missionarie della Società di Maria, Missionarinnen der Gesellschaft Mariens
- SMSP Societas Missionarium Sancti Pauli, Missionsgesellschaft des heiligen Paulus oder Paulisten der Melkiten
- SND Missionários Sacramentinos de Nossa Senhora, Eucharistische Missionare Unserer Lieben Frau
- SND Sisters of notre Dame; Sorores Nostrae Dominae, Schwestern Unserer Lieben Frau
- SNDdeN Schulschwestern Unserer Lieben Frau von Namur
- SNJM Congregatio Sororum a SS. Nominibus Iesu et Mariae, Sisters of the Holy Names of Jesus and Mary, Soeurs des Saints Noms de Jésus et de Marie, Schwestern vom Heiligen Namen Jesu und Mariens
- SNSC Suore di Nostra Signora del Carmelo, Schwestern Unserer Lieben Frau vom Berge Karmel
- SOCist Sacer Ordo Cisterciensis, Zisterzienser, s. a. OCist, „weiße Benediktiner“
- SOD Sodalitas Sacerdotum Operariorum Dioecesanorum Sacro Corde Iesu, Hermandad de Sacerdotes Operarios Diocesanos del Corazón de Jesús, Priesterbruderschaft der Diözesanarbeiter des Heiligsten Herzens Jesu
- SOM Congregatio Sororum a Misericordia pro Infirmis, Suore Ospedaliere della Misericordia, Hospitalerinnen der Barmherzigkeit
- SorDS Salvatorianerinnen
- SOS Suore Orsoline del Sacro Monte di Varallo, Ursulinen des hl. Hieronymus, Ursulinen von Somasca
- SOSC Salesiane Oblate del Sacro Cuore di Gesù, Salesianeroblatinnen des Heiligen Herzens Jesu
- SOSMV Suore Orsoline del Sacro Monte di Varallo, Ursulinen vom Sacro Monte di Varallo
- SP Servi Sancti Paracliti, Servants of the Holy Paraclete, Diener des hl. Paraklet
- SP Sisters of Providence of Saint Mary-of-the-Woods
- SP Sœurs de la Providence, Schwestern von der Vorsehung
- SP Ordo Clericorum Regularium Pauperum Matris Dei Scholarum Piarum, Piaristen 7, Piaren
- SPadV Congregatio a Sancto Petro in Vinculis, Congregación de San Pedro ad-Vincula, Kongregation des hl. Peter in den Ketten
- SPC Congregatio Sororum Carnutensium a Sancto Paulo, Töchter des hl. Paul, Hospitalerinnen des hl. Paul, Hospitalerinnen von Chartres
- SPD Siervas del Plan de Dios
- SPG Sœurs de la Providence de Gap, Schwestern der Vorsehung von Gap
- SPIC Suore della Provvidenza e dell'Immacolata Concezione, Schwestern der Vorsehung und der Unbefleckten Empfängnis, Schwestern von Champion
- SPP Soeurs de la Providence de Portieux, Schwestern von der Göttlichen Vorsehung von Portieux
- SPS Societas Sancti Patritii pro Missionibus ad Exteros, St. Patrick’s Gesellschaft für auswärtige Missionen (St. Patrick's Society for the Foreign Missions)
- SPS Suore del Preziosissimo Sangue, Schwestern vom Kostbaren Blut
- SPSF Sorores Pauperum Sancti Francisci, Armen-Schwestern vom heiligen Franziskus, Aachener Schervierschwestern
- SPSJ Société des Prêtres de Saint-Jacques
- SRA Sorores Regina Apostolorum Missionsschwestern Königin der Apostel
- SS Societas Prebyterorum a Sancto Sulpitio, Sulpizianer, Sulpicianer, Prêtres du Clergé
- SSA Suore di Sant'Anna, Schwestern der hl. Anna
- SSA Sœurs de Sainte-Anne de Lachine, Schwestern der hl. Anna von Lachine
- SSC Societas Presbyterorum Sancti Ioseph Benedicti Cottolengo, Società dei Sacerdoti di San Giuseppe Benedetto Cottolengo, Priestergesellschaft des hl. Giuseppe Benedetto Cottolengo
- SSC Sisters of Saint Casimir, Schwestern des hl. Kasimir
- SSCC Congregatio Sacrorum Cordium Jesu et Mariae necnon adorationis perpetuae Sanctissimi Sacramenti Altaris, Kongregation von den Heiligsten Herzen Jesu und Mariens und der ewigen Anbetung des Allerheiligsten Altarsakramentes, Arnsteiner Patres und Arnsteiner Schwestern, Picpus-Gesellschaft 5
- SSCC Sœurs des Sacrés-Cœurs de Jésus et de Marie, Schwestern von den Heiligsten Herzen Jesu und Mariens, Schwestern von Mormaison
- SSCG Suore di San Giuseppe Benedetto Cottolengo, Schwestern des hl. Giuseppe Benedetto Cottolengo
- SSCH Filles de la Sainte-Enfance de Jésus et de Marie, Sœurs de Sainte-Chrétienne, Töchter der Heiligen Kindheit Jesu und Mariens
- SSCJ Hermanas Salesianas del Sagrado Corazón de Jesús, Salesianerinnen vom Heiligsten Herzen
- SSCJ Servantes du Sacré-Coeur de Jésus, Dienerinnen des Heiligsten Herzens Jesu
- SSCJP Siervas del Sagrado Corazón de Jesús y de los Pobres, Dienerinnen vom Heiligsten Herzen und der Armen
- SSCME Societas Sancti Columbani pro missionibus ad Exteros, Missionsgesellschaft von St. Columban
- SSD Congregatio Sororum a Sancta Dorothea, Dorotheenschwestern
- SSE Societas Patrum Sancti Edmundi, Society of Saint Edmund, Edmunditen
- SSE Ordo Sanctae Elisabethae, Sorores Hospitalariae Sanctae Elisabethae Tertii Ordinis
- SSF Sorelle della Sacra Famiglia, Schwestern der Heiligen Familie
- SSF Sisters of the Holy Family of New Orleans, Schwestern der Heiligen Familie von New Orleans
- SSFA Sœurs de Saint-François d'Assise, Schwestern des hl. Franz von Assisi
- SSFCR Suore Scolastiche Francescane di Cristo Re, Franziskanische Schulschwestern Christi des König
- SSI Societas Missionariorum a Sancto Joseph, Missionare des hl. Joseph, s. a. MJ
- SSI Servite Secular Institute, Servitanisches Säkularinstitut
- SSJ Societas Sodalium Sancti Joseph a Sacro Cordes, St.-Joseph-Gesellschaft vom Hl. Herzen, St. Joseph’s Society of the Sacred Heart, Josephite Fathers
- SSJ Siervas de San José, Dienerinnen des hl. Joseph
- SSJ Sisters of St. Joseph of Philadelphia, Schwestern des hl. Joseph von Philadelphia
- SSL Sisters of Saint Louis of Monaghan, Schwestern des hl. Louis von Monaghan
- SSM Congregatio Sororum a Matre Dolorosa, Kongregation der Schwestern von der Schmerzhaften Mutter
- SSMMP Siervas de Santa Margarita María y de los Pobres, Dienerinnen der heiligen Margareta Maria und der Armen
- SSND Congregatio Sororum Scholasticarum Pauperum a nostra Domina, Arme Schulschwestern von Unserer Lieben Frau
- SSP Societas a Sancto Paulo Apostolo Gesellschaft vom hl. Apostel Paulus
- SSPC Sodalitas Sancti Petri Claver pro Missionibus Africanis, Missionarinnen des hl. Pietro Claver, Zgromadzenie Sióstr Misjonarek św. Piotra Klawera, Claverinnen
- SSpS Congregatio Missionalis Servarum Spiritus Sancti, Dienerinnen des Heiligen Geistes, Missionsgesellschaft der Steyler Missionsschwestern
- SspSAp Congregatio Servarum Spiritus Sancti de Adoratione perpetua, Dienerinnen des Heiligen Geistes von der Ewigen Anbetung, Steyler Anbetungsschwestern
- SSS Servantes du Très-Saint-Sacrament, Dienerinnen des Allerheiligsten Sakraments, Eucharistinerinnen
- SSS Sacerdotes Sanctissimi Sacramenti, Priester vom Allerheiligsten Sakrament, Eucharistiner
- SSSF Franziskanerinnen von Erlenbad, School Sisters of St. Francis, Schulschwestern vom Hl. Franziskus
- SSTPP Siervas de la Santísima Trinidad y de los Pobres, Dienerinnen des Allerheiligsten Dreifaltigkeit und der Armen
- SSV Suore del Santo Volto, Schwestern vom Heiligen Antlitz
- SSVM Dienerinnen des Herrn und der Jungfrau Maria von Matará, Matará-Schwestern
- ST, MSSST Congregatio Missionariorum Servorum Sanctissimae Trinitatis, Missionarische Diener der Heiligsten Dreifaltigkeit
- STF Schwestern von der Heiligen Familie von Savigliano, Suore della Sacra Famiglia di Savigliano
- STFE Aachener Elisabetherinnen, Franziskanerinnen des Dritten Ordens von der heiligen Elisabeth; Graue Schwestern; Töchter der Liebe von Besançon
- STFR Schwestern von der Heiligen Familie von Savigliano, Regulierte Franziskanerinnen Allerheiligen
- STJ Compañía de Santa Teresa de Jesús, Gesellschaft der hl. Teresa von Jesus, Teresanerinnen
- STM/DHvSS Die Herren von Schwarzen Stein; Societas Templi Marcioni
- STV Sœurs Hospitalières de Saint Thomas de Villeneuve, Hospitaliterinnen vom hl. Thomas von Villanova
- SUSC Sisters of the Holy Union of the Sacred Hearts, Schwestern von der Heiligen Union vom Heiligsten Herzen
- SU Gesellschaft der hl. Ursula von Anne de Xainctonge, Gesellschaft der heiligen Ursula von Anne de Xainctonge
- SV Sœurs de la Visitation du Japon, Nippon Seibo Homonkai, Schwestern der Heimsuchung von Japan
- SVD Societas Verbi Divini, Gesellschaft des Göttlichen Wortes von Steyl, Steyler Missionare
- SVEGS Congregatio Victimarum Expiatricum a Sacramentatio Iesu, Suore Vittime Espiatrici di Gesù Sacramentato
- SVVS Suore Veroniche del Volto Santo, Veronika Schwestern vom Heiligen Antlitz
- SX Franziskus Xaverius Missionsverein; Xaverianer; Gesellschaft des heiligen Franz Xaver für auswärtige Missionen

## T
- TC Terciarios Capuchinos de Nuestra Señora de los Dolores (Fratres Tertii Ordinis Sancti Francisci Capulatorum a Beata Maria Virgine Perdolente), Kapuziner-Terziaren von der schmerzhaften Muttergottes, genannt Amigonianer
- TC (auch HTC) Hermanas Terciarias Capuchinas de la Sagrada Familia, Kapuziner-Terziarinnen von der Heiligen Familie
- TChr Societas Christi pro Emigrantibus Polonis, Towarzystwo Chrystusowe dla Polonii Zagranicznej, Gesellschaft Christi für die Polen im Ausland
- TD Congrégation du Sacré-Cœur
- TFBA Franziskanerinnen der seligen Angelina
- TFSC Franziskaner und Franziskanerinnen von Waldbreitbach
- THM Töchter vom Herzen Mariä
- TKG Teresianische Karmel-Gemeinschaft, Laiengemeinschaft der Unbeschuhten Karmeliten
- TOCarm Tertius Ordo Fratrum Beatae Mariae Virginis de Monte Carmelo, Karmeliten-Tertiaren (Dritter Orden der Karmeliten)
- TOF Tertius Ordo Franciscanus, Franziskaner-Terziaren, bis 1978 verwendete Bezeichnung des Dritten Ordens des heiligen Franziskus (Laienorden), seither OFS, s. a. TOR
- TOPraem Tertius Ordo Praemonstratensis, Praemonstratenser-Terziaren
- TOR Tertius Ordo Regularis Sancti Francisi, regulierte Franziskaner-Terziaren, größte Männerordensgemeinschaft des Regulierten Dritten Ordens der Franziskaner, s. a. TOF, OFS
- TORCap Tertius Ordinis Regularis Capuccinarum, Tertiariae Cappuccinae, Kapuziner-Terziarinnen, Kapuzinerinnen vom III. Orden des heiligen Franziskus

## U
- UJD Ursulines de Jésus, Ursulinen Jesu, Ursulinen von Chavagnes
- UNDC Union de Notre Dame de Charité, Schwestern Unserer Lieben Frau von der Nächstenliebe
- USKJ Congregatio Sororum Ursulinarum a Corde Iesu Agonizantis, Graue Ursulinen

## V
- VDB Volontarie Don Boscos, Säkularinstitut in der Don-Bosco-Familie
- VC Vinzentiner Kongregation von Malabar
- VE Instituto del Verbo Encarnado, Institut des fleischgewordenen Wortes, s. a. IVE
- VJM Société des Vierges de Jésus et de Marie, Gesellschaft der Jungfrauen Jesu und Mariens
- VMI Suore Vincenzine di Maria Immacolata, Vinzentinerinnen der Unbefleckten Maria, Albertinerinnen
- VSM Ordo Visitationis Beatissimae Mariae Virginis, Salesianerinnen, Visitandinnen, Orden von der Heimsuchung Mariens; s. a. OVM

## W
- WDC Zgromadzenie Sióstr Wspomożycielek Dusz Czyśćcowych, Hilfsschwestern der Seelen des Fegefeuers
- WJ Zgromadzenie Sióstr Westiarek Jezusa, Schwestern der Kleidung Jesu
- WV Missionarii Africae, Weiße Väter; s. a. PA, MAfr

## X
- XMCJ Institut La Xavière, missionnaire du Christ Jésus, Xavière-Schwestern

## Z
- ZCMN Siostry Córki Maryi Niepokalanej, Töchter der Unbefleckten Jungfrau Maria
- ZSNM Zgromadzenie Sióstr Wspólnej Pracy od Niepokalanej Maryi, Kongregation der Schwestern vom gemeinsamen Werk der unbefleckten Jungfrau Maria

## Darstellungsweisen
Bei der Darstellung der Ordenskürzel gibt es unterschiedliche Traditionen. Im deutschsprachigen Raum werden die Ordenskürzel meist, wie auch im Standardwerk Die Orden und Kongregationen der katholischen Kirche von Max Heimbucher, ohne Punkt geschrieben; anders im Päpstlichen Jahrbuch Annuario Pontificio, dort erfolgt die Darstellung konsequent mit Punkt. Einige Ordenskürzel werden auch im Deutschen nicht einheitlich groß- oder kleingeschrieben.